# Catherine Dickens
Vous lisez un « article de qualité » labellisé en 2012.  Il fait partie d'un « thème de qualité ».
Pour les articles homonymes, voir Dickens et Hogarth.
Catherine Thompson Hogarth (['kæθrin 'tɒmsən 'həʊgɑːθ]) dite « Kate » (['keit]) (Édimbourg, 19 mai 1815 - Londres, 22 novembre 1879) a été l'épouse de l'écrivain anglais Charles Dickens, avec lequel elle a eu dix enfants.
Catherine et Charles ont vécu vingt-deux ans sous le régime matrimonial avant que ne s'officialise leur séparation. Sur son lit de mort en 1879, soit neuf ans après le décès de son mari, Catherine a confié les lettres qu'elle avait reçues de lui à sa fille Kate (Katey), avec pour mission de les déposer au British Museum, afin, a-t-elle ajouté, que « le monde sache qu'il m'a un jour aimée » (« Give these to the British Museum, that the world may know he loved me once »). Ainsi, grâce à elle, alors que Dickens a détruit beaucoup de ses documents personnels, une partie de la correspondance privée du romancier se trouve au British Museum, encore que d'autres lettres soient conservées dans diverses bibliothèques, en particulier à la New York Public Library.
Catherine et Charles Dickens ont souvent voyagé ensemble, en Grande-Bretagne, en Écosse en particulier, ou en Europe (France, Suisse et Italie). Mrs Dickens a également accompagné son mari aux États-Unis lors de son premier séjour en 1842.
Si les premières années du mariage ont été heureuses, la mésentente s'est peu à peu instaurée et s'est accentuée au fil du temps ; elle a été portée à son comble en 1858, après la rencontre de Dickens avec la jeune actrice Ellen Ternan, dont il a fait, bien qu'il l'ait toujours nié, sa maîtresse. Cette liaison, gardée clandestine, s'est poursuivie, comme l'a montré Claire Tomalin, jusqu'à la mort du romancier en 1870. La séparation entre Catherine et Charles a été douloureuse, Mrs Dickens devant quitter sans retour le foyer familial avec l'aîné de ses enfants, Charles Dickens Jr (Charley), le seul ayant accepté de la suivre.
Si la critique a longtemps présenté Catherine Hogarth Dickens comme une personne fade et insignifiante, les travaux récents, ceux de Michael Slater et Claire Tomalin en particulier (cités en bibliographie), la révèlent bien différente : enjouée, éprise de culture, mais totalement dominée par la personnalité de son mari. Un ouvrage de Lillian Nayder s’inscrit dans cette même veine, montrant au travers de Catherine « à quel statut débilitant sont réduites les femmes de l’époque victorienne, à quel point l’écrivain pouvait être autoritaire avec celles de sa famille, comment il a anéanti l’une d’elles, qui n’avait rien fait pour mériter sa cruauté »,.

## Années de jeunesse
Catherine Thompson Hogarth est la fille aînée de George Hogarth (1783-1870) et Georgina Thompson (1793-1863). Son père, avocat à Édimbourg, a été conseiller juridique de l'écrivain Walter Scott pour lequel le jeune Dickens a éprouvé une grande admiration ; il est aussi un critique musical violoncelliste et compositeur, qui collabore à la revue Edinburgh Courant. Abandonnant le droit en 1830, il se fait journaliste et crée le Halifax Guardian, puis il déménage à Londres en 1834 où il devient le critique musical du Morning Chronicle, périodique auquel Dickens, sous le pseudonyme de Boz, confiera une vingtaine d'écrits. Une année plus tard, George Hogarth prend la direction de l'Evening Chronicle dont il sera le rédacteur en chef pendant vingt ans. Le jeune Dickens, alors âgé de 24 ans, fréquente assidûment cette famille dont les trois filles, Catherine, Mary Scott et Georgina, sont bientôt appelées à jouer un rôle très important dans sa vie.
Catherine, l'aînée, qui a 20 ans, bonne musicienne et à l'aise dans la langue française, est décrite comme « une jolie jeune fille [avec] de grands yeux bleus cernés de lourdes paupières, un nez retroussé, une petite bouche en bouton de rose et un sourire avenant » (« a pretty little woman, [with] heavy-lidded, large blue eyes, a retroussé nose, and a small rose-bud mouth with a pleasant smiling expression »), d'une disposition douce et aimable, mais aussi plutôt placide et délicate, à la différence de sa sœur Mary Scott (1820-1837), intellectuellement plus active et avec laquelle Dickens noue de très fort liens d'amitié, ou encore de la benjamine de la famille, Georgina (1827-1917), posée, efficace et au tempérament inflexible. En 1846, Dickens écrit une histoire d'amour, La Bataille de la vie (The Battle of Life), quatrième partie d'un ensemble intitulé Noël, dans laquelle le personnage principal, Alfred Heathfield, aime deux sœurs, Grace et Marion, ce qui, d'après certains critiques, semble évoquer le propre cas de l'auteur.

## Le mariage avec Charles Dickens

### 1835: Les fiançailles

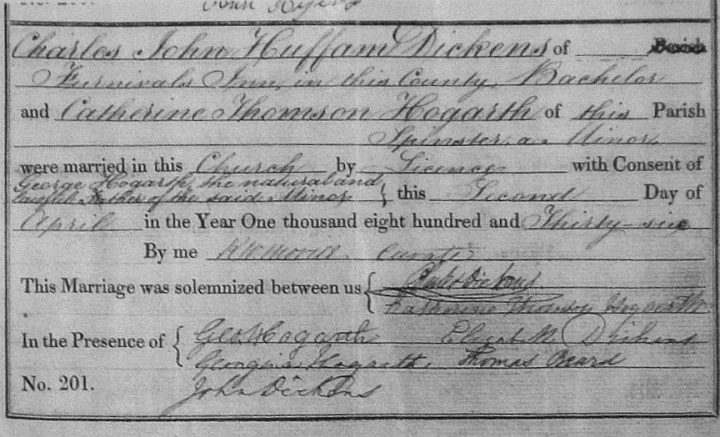
Facsimile : certificat de mariage de Charles et Catherine, exposé dans l'église St Luke's (ouest), Chelsea.

Young, Pleasant, Cheerful, Tidy, Bustling, Quiet (Jeune, agréable, gaie, soigneuse, active, tranquille), tel est le titre que donne Dinah Birch à son compte-rendu du livre de Lillian Nayder, The Other Dickens, consacré à Catherine Hogarth. Les adjectifs sont empruntés au texte commenté et décrivent la jeune fille que Charles Dickens s'apprête à épouser, les fiançailles ayant été célébrées en 1835. André Maurois en brosse un portrait quelque peu différent : « petite femme à peine jolie, aux yeux bleus endormis, nez retroussé, menton fuyant des êtres sans volonté » ; il parle aussi des « caprices » de la jeune Catherine et, plus grave, juge qu'à travers ses lettres se perçoit une personne « assez incapable de veiller sur elle-même et sur les siens ». Qualités, défauts, les avis diffèrent : toujours est-il que les lettres de Dickens, commençant par Dearest Kate, ne sont pas passionnées, à la différence de celles qu'il adressait à son premier amour, Maria Beadnell, et il n'en proclame pas moins dès le départ que l’union ne sera pas égalitaire. Catherine jouira, en échange de sa soumission, d’un foyer stable et de toutes les responsabilités domestiques permettant à une épouse d’occuper son temps. Dickens voit en elle une source de réconfort et de repos, une personne vers qui il pourra se tourner « au coin du feu, une fois mon travail achevé, pour puiser dans votre douce tournure et vos charmantes manières la récréation et le bonheur que la triste solitude d’une garçonnière ne procure jamais ». Dans un premier temps, Catherine proteste, se plaignant du carriérisme obsessionnel de son promis, mais Dickens, qui, Maurois le concède, se montre sévère et exigeant, ne veut rien entendre, répondant qu'elle « soit en colère ne changera rien » (« must be out of temper, and there is no help for it »),, et qu’il rompra leurs fiançailles si elle persiste dans son « obstination inflexible ». Catherine finit par rendre les armes.
Catherine Hogarth et Charles Dickens se marient donc le 2 avril 1836 en l'église St. Luke's de Chelsea. Le mariage est célébré dans la discrétion ; avec « ses airs de fillette », la jeune Catherine fait une mariée modeste. Un invité la trouve « radieuse, aimable […], vêtue de la manière la plus simple et soignée qui soit, et sans doute plus jolie ainsi que si on lui avait permis de s’apprêter davantage ». Les jeunes mariés passent leur lune de miel à Chalk, à l'extrême est de Gravesend dans le Kent, pas très loin de Chatham, avant de rejoindre le logement de célibataire dont dispose Dickens à Furnival's Inns, puis de s'installer à Bloomsbury, au centre-nord de Londres. C'est la forge de Chalk que Dickens a prise comme modèle pour l'atelier où travaille Joe Gargery, le bienveillant oncle de Pip dans Les Grandes Espérances, et c'est là qu'il a écrit les premières livraisons de ses Pickwick Papers,.

### 1836-1842: Les premières années

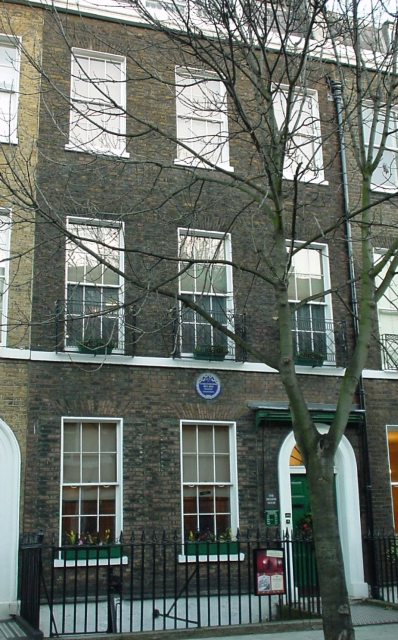
Façade du 48, Doughty Street.
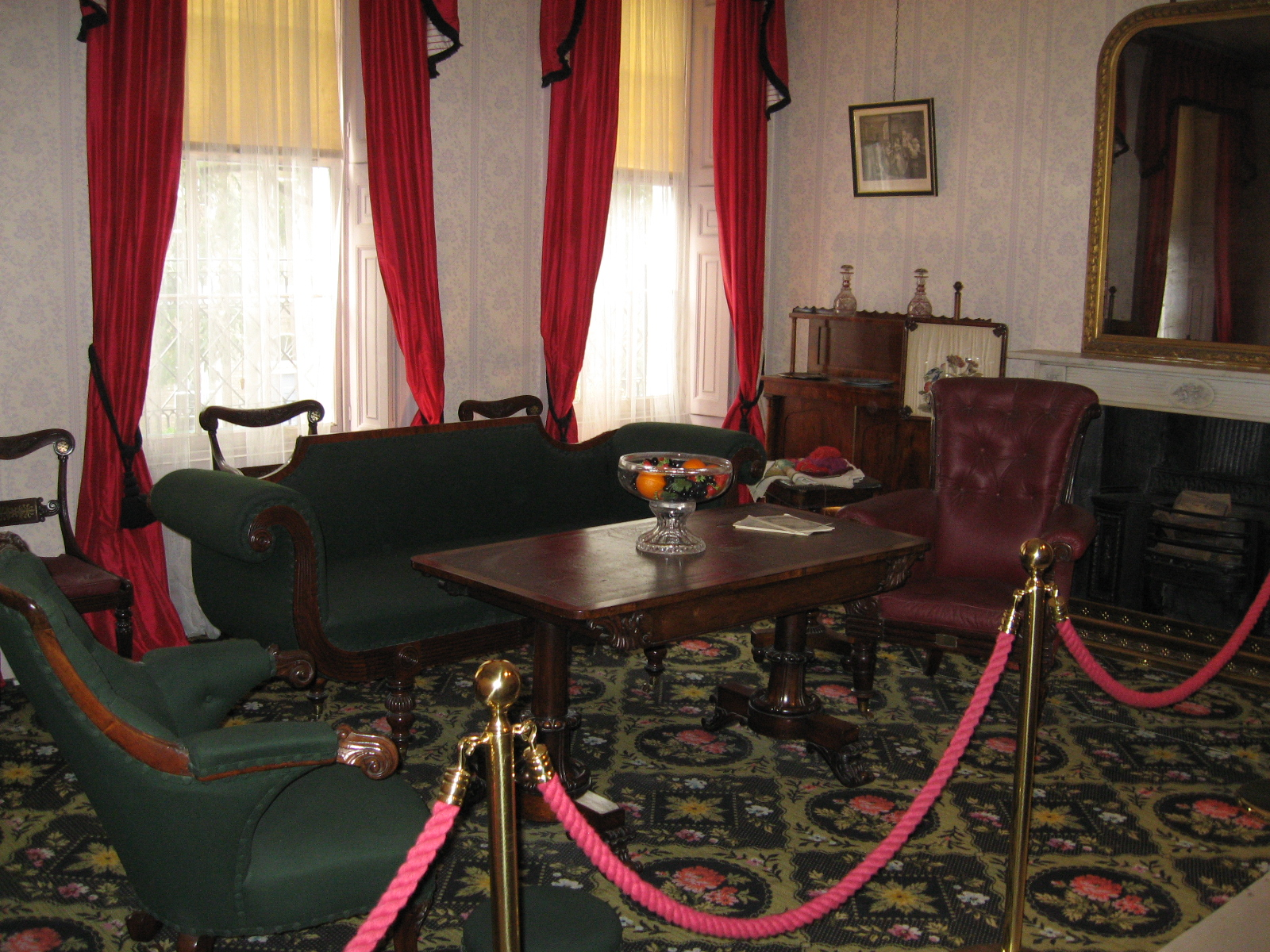
Le salon des Dickens.
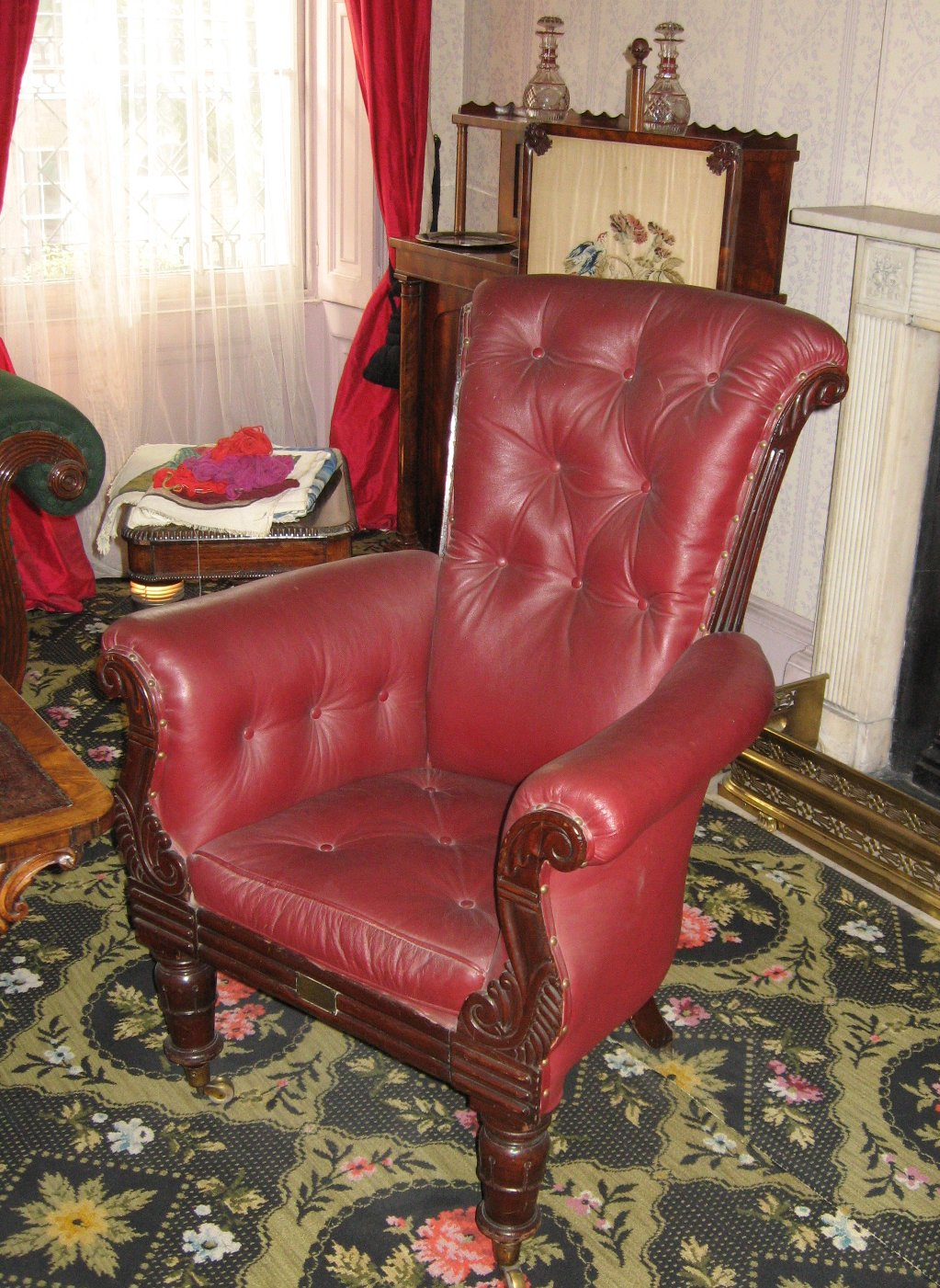
Le fauteuil de Dickens.
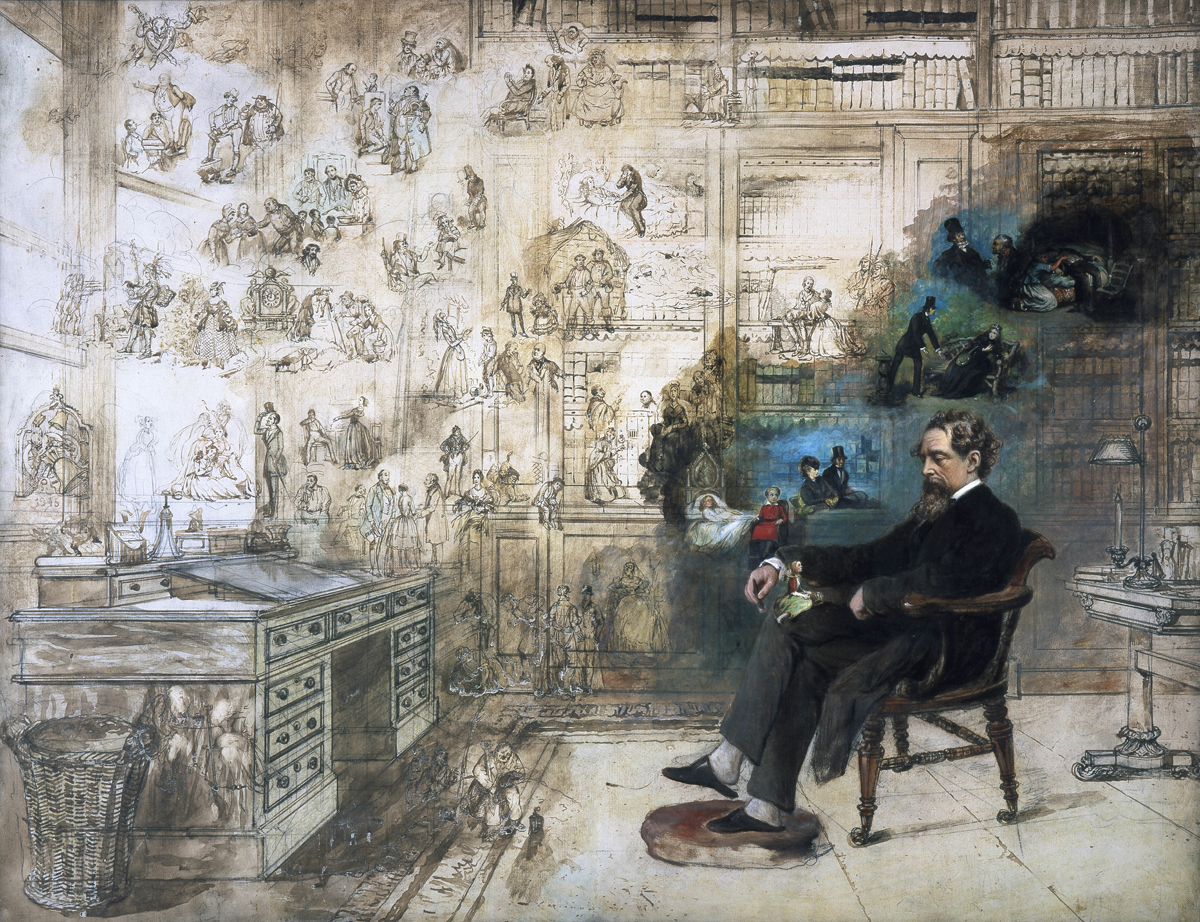
« Le Rêve de Dickens », par Robert W. Buss (1804-1875) (inachevé)[26].

Le mariage est raisonnablement heureux pendant ses premières années, encore que, outre son besoin obsessionnel de domination, Dickens fasse subir à sa jeune épouse la pression de ses nouveaux engagements professionnels et que les enfants ne tardent pas à arriver : Charles neuf mois après le mariage, Mary l'année suivante et Kate en 1839.
Charles et Catherine Dickens changent plusieurs fois de résidence au fil des années et selon les saisons, s'installant le plus souvent près du Strand et sur le côté nord d'Oxford Street, avec deux escapades vers la tranquillité de Hampstead. L'une de ces demeures les plus célèbres est le 48 Doughty Street, aujourd'hui le musée Charles Dickens, où la famille a résidé de 1837 à 1839, et où le romancier a rédigé ses premiers grands ouvrages et reçu nombre d'amis écrivains. Les vacances se passent souvent dans la grande bâtisse de Broadstairs, appelée Bleak House après la publication du roman du même nom,, sur l'île de Thanet, à l'extrême pointe du Kent, le long de l'estuaire de la Tamise. En 1838, une année après le couronnement de la reine Victoria, Dickens publie son troisième roman, Nicholas Nickleby, dont la conclusion est une vision de bonheur conjugal au travers des deux héros que le sort a réunis, Nicholas Nickleby et Madeline Bray, s'aimant à jamais dans une campagne idyllique avec plusieurs enfants, miroir, selon Jane Smiley, de la vie rêvée de l'auteur et promesse espérée de celle qu'il mène à cette époque,.
C'est pourtant au terme de ces années d'activité fébrile que commencent à poindre les premières difficultés conjugales. L'une d'elles, paradoxalement, naît d'un drame familial.

#### Drame familial: la mort de Mary Hogarth
Le couple s'est d'abord installé en location dans Furnival’s Inn à Holborn, le logement de Dickens avant son mariage, où il héberge la jeune sœur de Catherine, Mary Scott Hogarth (1820-1837), « mignonne, belle et d'humeur gaie » (« sweet, beautiful, and lighthearted »). Dickens, alors âgé de 25 ans, se prend d'une véritable idolâtrie pour cette adolescente d'à peine 17, qui, d'après Fred Kaplan, devient « [une] amie intime, une sœur d'exception, une compagne au foyer » (« Charles's intimate friend, a privileged sister and domestic companion ».
Mais survient un drame : le 6 mai 1837, Charles, Catherine et Mary vont au St. James's Theatre pour la représentation d'une farce que Dickens a écrite : Is She His Wife?, or, Something Singular! ; à leur retour, raconte Dickens, « [Mary] monte dans sa chambre en parfaite santé et, comme d'habitude, d'excellente humeur. Avant qu'elle ne puisse se déshabiller, elle est prise d'un violent malaise et meurt, après une nuit d'agonie, dans mes bras durant l'après-midi à 3 heures. Tout ce qui pouvait être fait pour la sauver l'a été. Les hommes de l'art pensent qu'elle avait une maladie du cœur ». En proie au plus grand chagrin, Dickens ôte du doigt de Mary une bague qu'il portera jusqu'à la fin de sa vie. C'est la seule fois où il n'a pu écrire et a ainsi manqué la livraison de deux de ses publications, en l'occurrence celles d'Oliver Twist et de Pickwick Papers. « Je ne pense pas qu'ait jamais existé un amour tel que celui que je lui ai porté », a-t-il confié à son ami Richard Jones,. Il rédige l'épitaphe qui figure gravée sur la pierre tombale : « Young, beautiful, and good, God numbered her among his angels at the early age of seventeen » (« Jeune, belle et bonne, Dieu l’a rappelée parmi ses anges à l’âge de 17 ans. », et il est généralement admis qu'il s'est servi de la jeune fille comme modèle pour Rose Maylie dans Oliver Twist, la petite Nell (little Nell) dans Le Magasin d'antiquités et Agnes dans David Copperfield. Exactement huit mois après cette mort, le 6 mars 1838, naît la première des filles de la famille, et tout naturellement, Dickens, qui impose ses choix à sa femme, la prénomme « Mary »,,.

#### Un deuil devenu encombrant
Certes, Catherine elle aussi pleure la mort de sa jeune sœur ; dans une lettre citée par Michael Slater, elle écrit : « Depuis mon mariage, elle avait pratiquement toujours été avec nous, et mon cher Mari l'aimait autant que moi. […] Nous avons tous les deux perdu une sœur très affectueuse que nous chérissions, et nous avons souvent fait la remarque que notre bonheur était trop grand pour durer, […] et maintenant tout ce qui nous entoure la rappelle à notre souvenir » (« Since my marriage she had been almost constantly with us and my dear Husband loved her as much as I did. […] We have both lost a dear and most affectionate sister and we have often said we had too much happiness to last, […] and now every thing about us, brings her before our eyes »).
Pour autant, à nouveau enceinte, elle commence à ressentir une certaine amertume envers son mari qui garde trop obstinément le deuil de Mary dont il rêve chaque nuit mois après mois. En 1842, soit cinq ans après sa disparition, il écrit à John Forster qu'elle reste pour lui « l'esprit qui guide sa vie, … pointant inflexiblement le doigt vers le haut depuis plus de quatre années » (« that spirit which directs my life, and ... has pointed upwards with an unchanging finger for more than four years past »). Le ménage s'est transporté au 48, Doughty Street (en), et les grossesses se suivent sans répit,.

### 1842-1858: L'avènement des difficultés

#### Les responsabilités conjugales

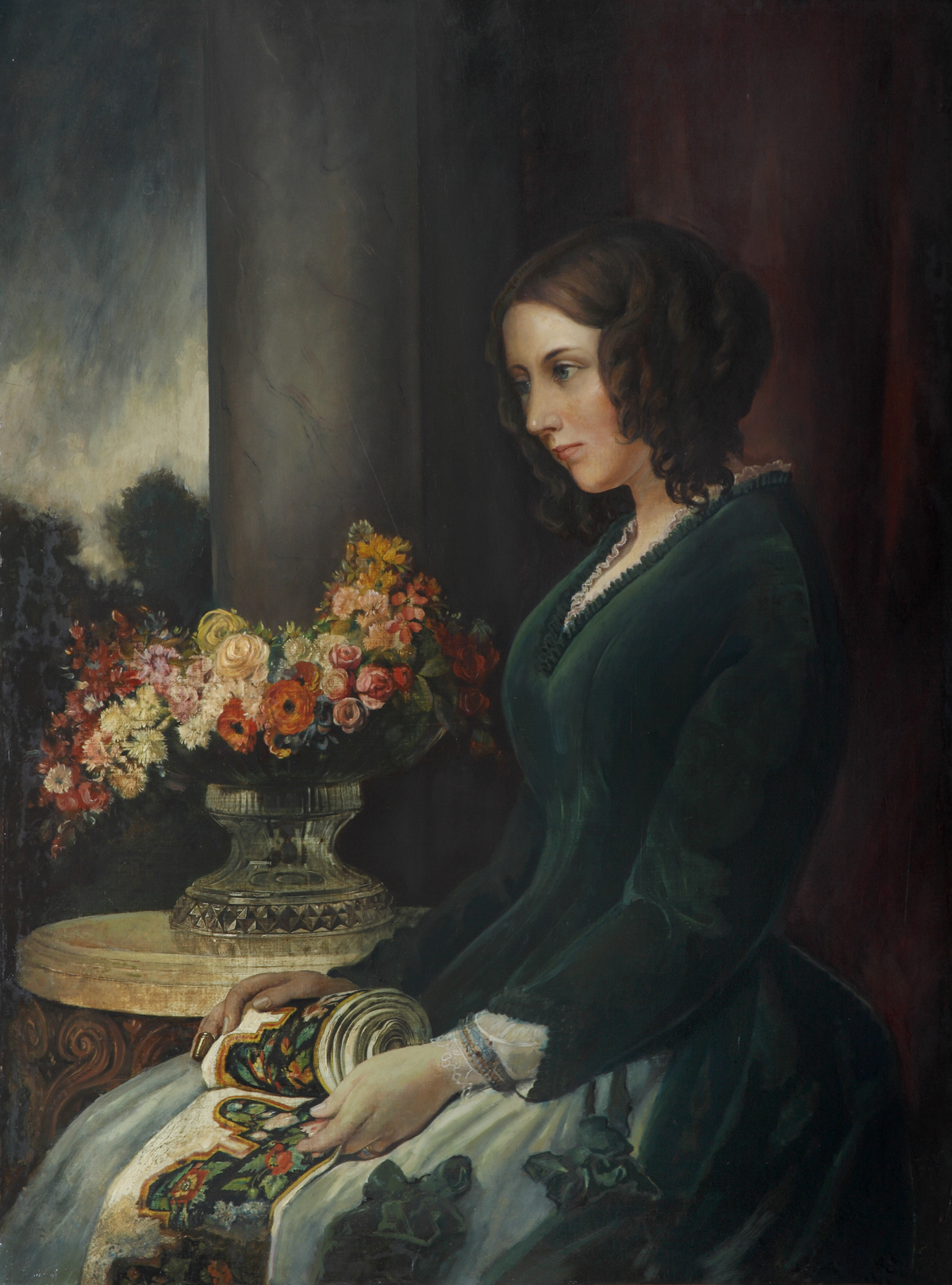
Catherine Hogarth Dickens vers 1847, par Daniel Maclise.

Dès les débuts de son mariage, Catherine a eu la responsabilité d'organiser des réceptions et des dîners, parfois fort importants. Par exemple, en 1849, ont été invitées des célébrités littéraires telles que Thomas et Jane Carlyle, Elizabeth Gaskell et le poète Samuel Rogers. Mrs Carlyle et Mrs Gaskell ont raconté leurs souvenirs de cette réception et n'ont aucune critique à formuler tant sur les qualités d'hôtesse que sur la cuisine de Mrs Dickens. D'ailleurs, Dickens a encouragé sa femme à mettre au point un recueil de ses menus : ainsi est né What Shall We Have for Dinner ? (Qu'avons-nous pour le dîner ?), sous le nom de Lady Maria Clutterbuck,,, 60 pages publiées en 1851, puis rééditées l'année suivante. L'ouvrage témoigne du sens de l'humour dont est dotée Mrs Dickens, et aussi de la façon dont elle se préoccupe de la santé de son époux,.

#### Un mari de plus en plus critique
Dickens, cependant, reste peu sensible aux difficultés de son épouse, la rudoie même, selon un témoignage de Frederick Mullet Evans, de la maison Bradbury & Evans qui a publié certains de ses ouvrages de 1844 à 1858. Ce dernier rapporte qu'il va jusqu'à l'insulter en présence des enfants, des domestiques ou des invités,,,. De fait, dans une lettre à John Forster, Dickens se plaint de sa femme en termes à peine voilés, critiquant son manque d'entrain et ses constantes dépressions post-natales, la blâmant même pour ses grossesses à répétition, comme semble en témoigner cet extrait :
| « Poor Catherine and I are not made for each other, and there is no help for it. It is not only that she makes me uneasy and unhappy, but that I make her so too -- and much more so. She is exactly what you know, in the way of being amiable and complying; but we are strangely ill-assorted for the bond there is between us. God knows she would have been a thousand times happier if she had married another kind of man […] I am often cut to the heart by thinking what a pity it is, for her own sake, that I ever fell in her way […] nothing on earth could make her understand me, or suit us to each other. Her temperament will not go with mine. It mattered not so much when we had only ourselves to consider, but reasons have been growing since which make it all but hopeless that we should even try to struggle on. What is now befalling me I have seen steadily coming, ever since the days you remember when Mary was born; and I know too well that you cannot, and no one can, help me. Why I have even written I hardly know; but it is a miserable sort of comfort that you should be clearly aware how matters stand. The mere mention of the fact, without any complaint or blame of any sort, is a relief to my present state of spirits -- and I can get this only from you, because I can speak of it to no one else. » | « La pauvre Catherine et moi ne sommes pas faits l'un pour l'autre, on n'y peut rien. Elle m'irrite et me rend malheureux, et moi je le lui rends bien, en pire. Comme vous le savez, elle est aimable et docile, mais nous sommes étrangement mal assortis pour le lien qui nous unit. Dieu sait qu'elle eût été mille fois plus heureuse si elle avait épousé un autre homme […] J'ai souvent le cœur serré quand je pense quel dommage c'est pour elle qu'elle soit tombé sur moi […] il n'est rien au monde qui puisse l'inciter à me comprendre ou à nous rendre compatibles. Son tempérament ne s'accorde pas au mien. Cela n'avait pas tellement d'importance lorsque nous n'étions que tous les deux, mais bien des raisons sont apparues qui rendent nos efforts pour rester ensemble inutiles. Ce qui m'arrive, je l'ai vu se profiler sans répit depuis le jour où, vous vous en souvenez, Mary est née ; et je ne sais que trop bien que ni vous ni personne ne pouvez m'aider. Pourquoi je vous ai écrit, je ne le sais trop, mais c'est une piètre consolation que vous soyez au courant de notre situation. Le simple fait d'en parler, sans plainte ni accusation, soulage ma morosité ; et ce n'est auprès de vous que je trouve ce réconfort, pour la simple raison que je ne peux en parler à personne d'autre. » |

En réalité, Dickens se sent trahi : son épouse, pense-t-il, « s'est laissé aller, est devenue lente, sans attrait et grosse, perdant la gracile sveltesse de son idéal romantique de jeune femme » (« betrayed him by not maintaining the image of the slight, young girl that was his romantic ideal, she had allowed herself to become slow, dull, and fat »).

#### Le répit de quelques voyages

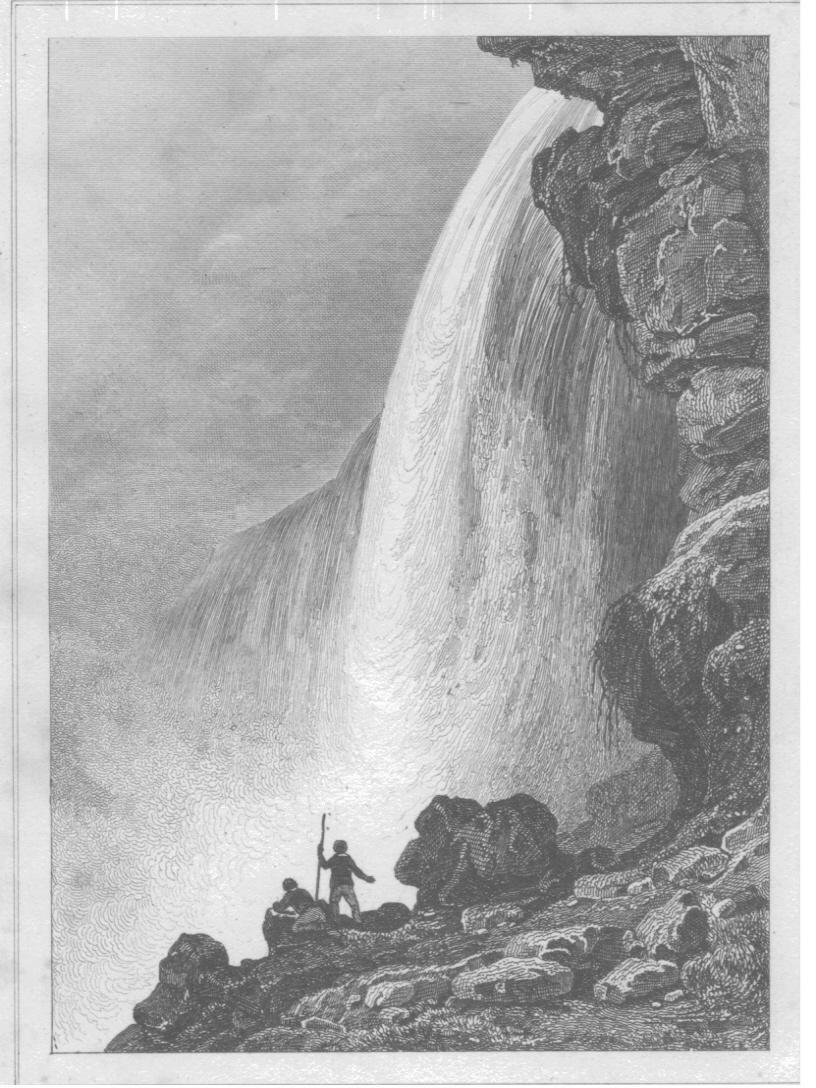
Les chutes du Niagara, que les Dickens ont admirées, gravure sur bois de 1837.

Catherine l'accompagne lors d'un voyage en Écosse en 1841 ; le couple y est reçu avec égard et Dickens se voit décerner la Freedom of the City, l'équivalent d'une remise des clefs de la ville. En février de l'année suivante naît Walter Landor Dickens (en), leur quatrième enfant[réf. nécessaire]. Charles Dickens, probablement encouragé par son échange de correspondance avec l'écrivain américain Washington Irving, prépare un voyage outre-Atlantique. Catherine, peu encline à y suivre son mari, finit en pleurs chaque fois que le sujet est abordé,, mais se décide finalement à l'accompagner ; les enfants sont confiés à un frère de Dickens, Frederick, dit « Fred », venu s'installer au foyer le 25 mars 1837, et à Georgina Hogarth, âgée de 15 ans, la petite sœur de Catherine qui a, elle aussi, rejoint la maisonnée et ne la quittera plus.
Le 3 janvier 1842, accompagné jusqu'au port par le fidèle John Forster, le couple Dickens se rend à Liverpool pour embarquer. Catherine, déclare Forster à Maclise, est « remplie de gaieté à l'idée de cette aventure » (« cheerfulness about the whole thing ») et commence la traversée à bord du vapeur Britannia avec la bonne, Anne Brown ; la mer est déchaînée et Dickens s'affaire pour distribuer du brandy à l'eau à ses compagnes de voyage roulant d'un bout à l'autre du canapé dans leur étroite cabine. Arrivés à Boston le 22, les Dickens se voient aussitôt acclamés et fêtés, si bien que Charles se plaint à John Forster de la débauche d'attentions dont il est l'objet : « Je ne peux rien faire de ce que j'ai envie de faire, ni aller où je veux aller, ni même voir ce que j'ai envie de voir. Si je descends dans la rue, je suis suivi par une foule de gens » (« I can do nothing that I want to do, go nowhere where I want to go, and see nothing that I want to see. If I turn into the street, I am followed by a multitude ». Lorsque le couple se rend à New York, la pression s'accentue encore : « Je ne peux pas boire un verre d’eau […], dit le romancier, sans qu’une centaine de curieux inspectent mon gosier pour voir comment j’avale. »
Tout au long de la longue tournée, Catherine s'acquitte de ses tâches d'épouse d'homme célèbre avec beaucoup de grâce et de charme. La presse de New York, nombre de carnets intimes et de journaux privés célèbrent son endurance, son amabilité, sa calme dignité. Dickens écrit qu'elle s'est révélée être une admirable voyageuse à tous points de vue, et ajoute non sans fierté que lors d'une représentation théâtrale amateur, elle a « diablement bien joué pour ses débuts » (« devilish well for her debut »).
Lors de leur retour en juin (accostage le 7), alors que Dickens tourne bientôt les Américains en ridicule, d'abord dans ses Notes américaines (American Notes) où il utilise beaucoup des traits qu'il a déjà dénoncés dans ses diverses lettres de voyage à John Forster, puis dans la deuxième partie de Martin Chuzzlewit où il a envoyé son héros, le jeune Martin, accompagné de Mark Tapley, faire fortune outre-Atlantique, aventure qui tourne au désastre, Catherine, elle, s'avère bien plus indulgente envers ses hôtes. En somme, Dickens semble s'être accommodé de sa présence pendant le voyage, se plaisant même à souligner la gentillesse dont elle a fait preuve en entreprenant la traversée à contrecœur. Ensemble, ils visitent une partie du Canada, où ils sont reçus par « l'élite de la société » et à dîner chez le Chief Justice, admirent les chutes du Niagara dont le fracas porte à l'éternel endeuillé des échos de la voix de Mary, et participent à quelques productions théâtrales, telles que, rapporte le journal Le Canadien, A Roland for an Oliver, Pas two o’clock in the Morning et Deaf as a Post. Mrs Dickens apparaît en bonne forme, admirative même, mais désireuse de ne pas trop s'attarder pour pouvoir au plus vite retourner vers ses quatre enfants, « ces doux objets de sa sollicitude maternelle »,.
Peu après leur retour, Charles et Catherine, accompagnés de Georgina et de tous leurs enfants, y compris le dernier né Francis, repartent en voyage et gagnent l'Italie où ils passent une année entière à Gênes, avec des séjours en d'autres villes, Rome en particulier lors du Carnaval,. Mais Dickens fait aussi des escapades en solitaire, à Paris, par exemple, à Boulogne aussi, ville qu'il affectionne particulièrement.

#### Les dépressions post-natales

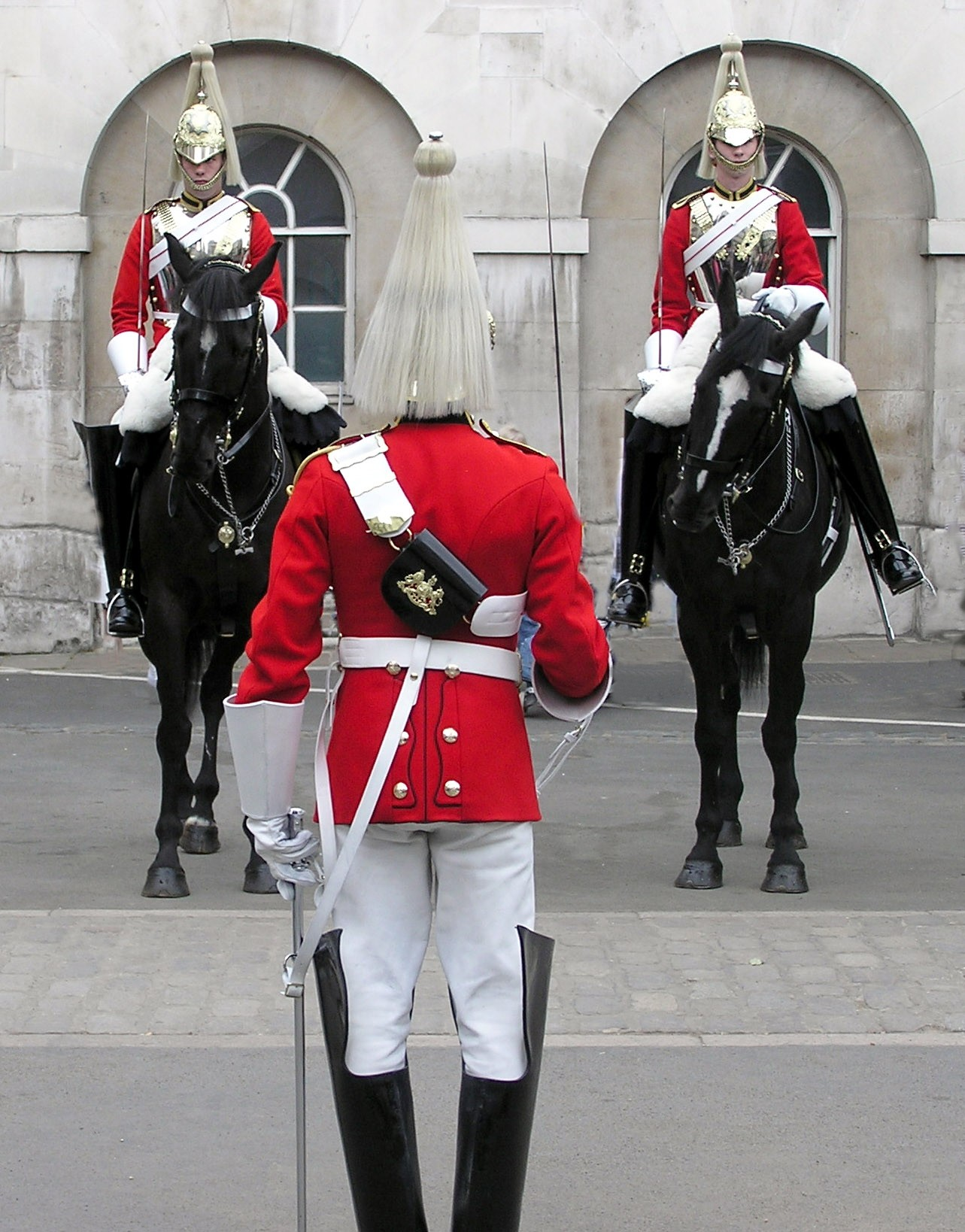
Les Life Guards auxquels W. M. Thomas compare Mrs Dickens.

Si les naissances se suivent, les fausses couches aussi. La naissance de Sydney en avril 1847 est particulièrement difficile, d'autant qu'une fausse couche accable Catherine dès décembre et, lorsque arrive Henry en janvier 1849, Dickens insiste pour qu'on utilise la nouvelle technique du chloroforme, « qui, Dieu merci, lui a évité toute souffrance » (« which, thank God, spared her all pain »). En 1851, cependant, peu après la naissance de son neuvième enfant, Dora, Catherine tombe malade, sans que soit vraiment connue la nature exacte de son mal, encore que la critique l'impute au surmenage physique et émotionnel. Dickens l'envoie aux eaux à Malvern et s'arrange pour passer le plus de temps possible avec elle. Mais lorsque la petite Dora meurt subitement, Catherine décide de rentrer immédiatement à Londres, et en ce tragique été, Dickens l'emmène à Broadstairs, dans l'espoir que l'air marin lui fera du bien. L'année suivante, en 1852, arrive Edward, le dernier des enfants du couple, mais Catherine reste longtemps seule, car son mari, accompagné de Wilkie Collins et d'Egg, passe deux mois en Italie. Il lui adresse de longues lettres affectueuses, mais en réalité, il devient de plus en plus instable et imprévisible (« restlessness and volatility »), écrit Paul Schlicke. Sa belle-famille l'irrite, il ne supporte plus « son désordre et son imbécilité » (« untidiness and imbecillity »). Catherine a perdu la fraîcheur de sa jeunesse, elle a pris beaucoup de poids, si bien qu'en 1853, William Moy Thomas , l'un des journalistes collaborateurs de Dickens à Household Words de 1851 à 1860, la décrit comme « une volumineuse dame bien grasse […], avec des bras aussi gros que la jambe d'un homme des Life Guards, et rouge comme une saucisse de bœuf » (« a great fat lady […], with arms thick as the leg of a Life Guards' man and as red as a beef sausage »). Dickens s'ouvre de son désarroi à son ami Wilkie Collins : « Les bons vieux jours, les bons vieux jours ! Retrouverai-je jamais l'état d'esprit d'alors, je me le demande… J'ai l'impression que le squelette qui habite mon placard domestique devient bigrement gros » (« The old days, the old days! Shall I ever, I wonder, get the frame of mind back as it used to be then… I find that the skeleton in my domestic closet is becoming a pretty big one »).

## 1858: Séparation
À son amie Angela Burdett-Coutts, Dickens écrit : « Une page de ma vie naguère couverte d’écriture est désormais totalement vierge » (« a page in my life which once had writing on it has become absolutely empty »). De fait, comme le rapporte Michael Slater, Catherine Dickens, l'épouse et la mère des dix enfants de Dickens, a eu moins d'influence sur l'imagination de son mari que les jeunes femmes qu'il lui a été donné de rencontrer : « La femme que le jeune Dickens a aimée non en frère mais en amant, écrit-il, la femme qu'il a épousée et avec laquelle il a vécu pendant vingt-deux ans, avec laquelle il a engendré une grande famille, semble avoir eu moins d'influence sur le cœur de son imagination et sur son art qu'aucune des autres femmes qui occupent une place importante dans sa vie sentimentale » (« the woman whom the young Dickens loved not as brother but as a lover, the woman whom he married and lived with for twenty-two years, fathering a large family by her, appears to have had had less impact upon his deepest imagination and on his art than any of the other women who hold an important place in his emotional history »).
Un drame va donc se jouer, dont voici les acteurs :

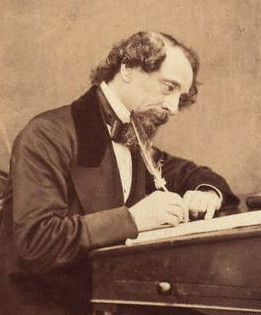
Charles Dickens en 1858.
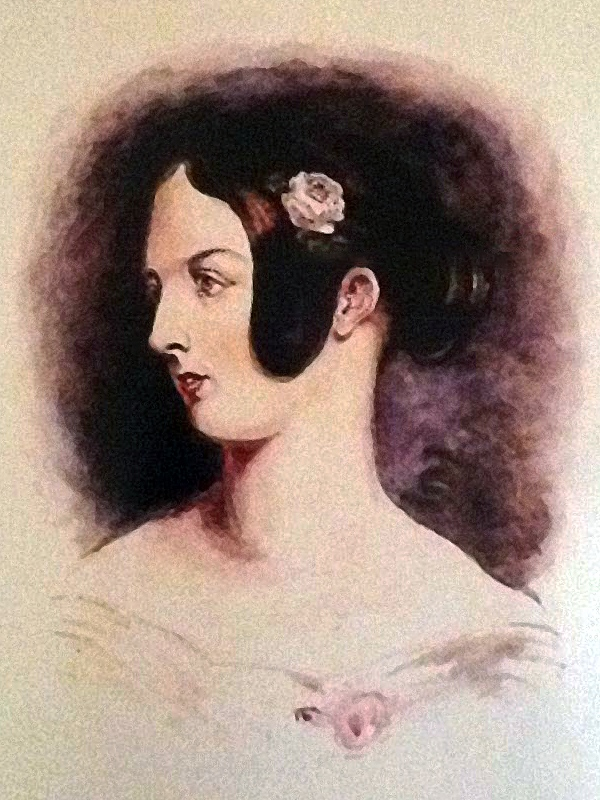
Mary Scott Hogarth, dont le souvenir hante Dickens.
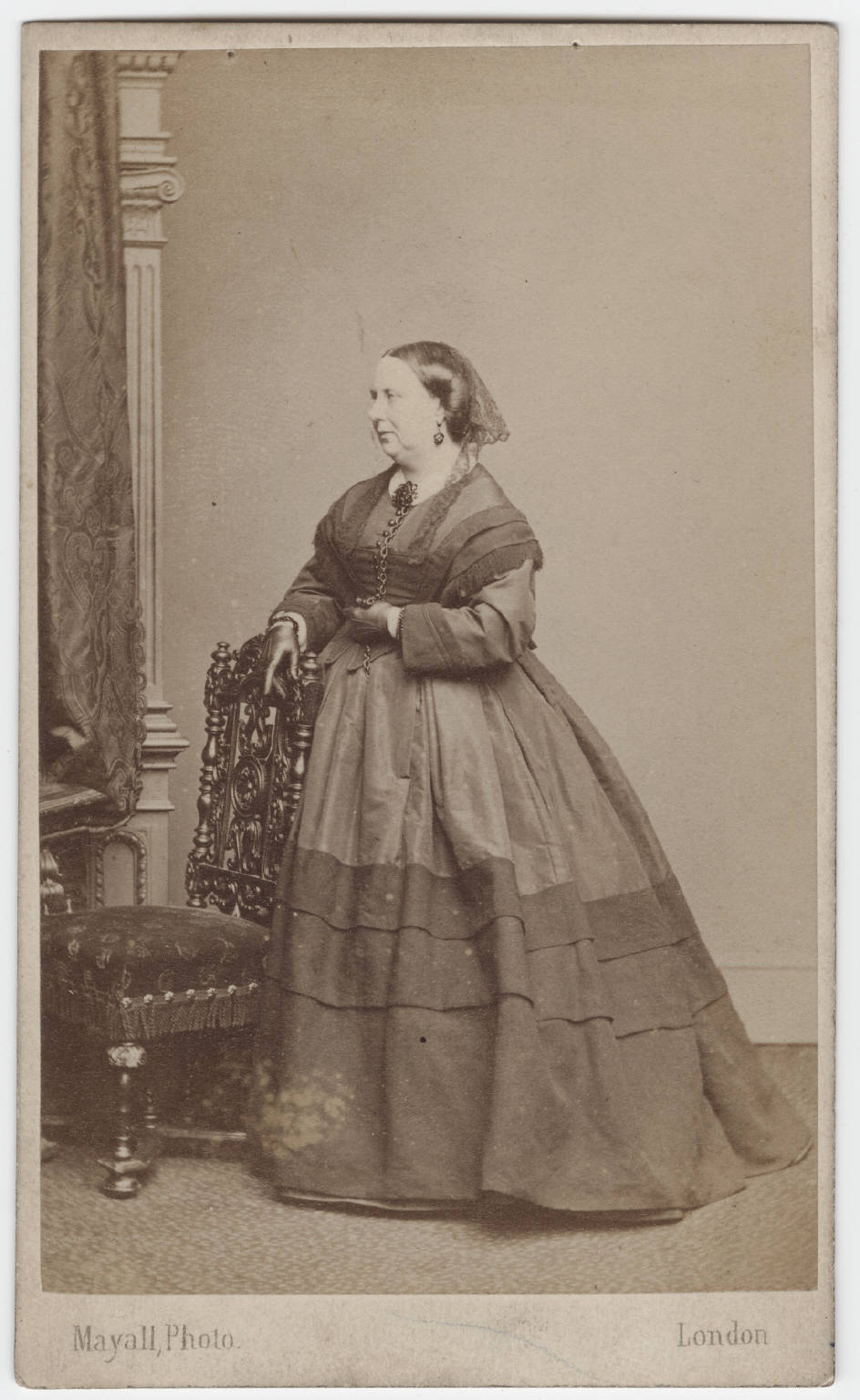
Catherine Hogarth Dickens vers 1858, par J. E. Mayall (carte de visite).
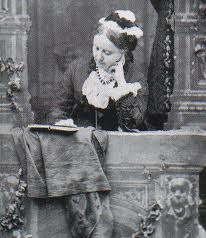
Georgina Hogarth, dans sa maturité.
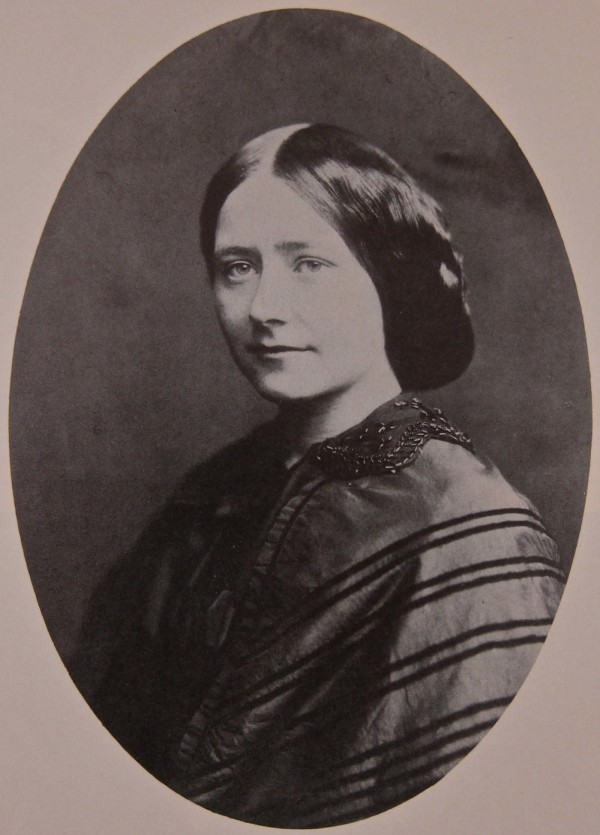
Ellen Ternan en 1858.

### Un mariage chancelant

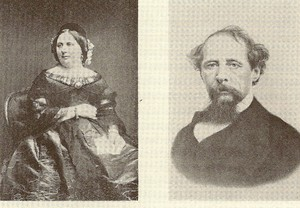
Catherine et Charles vers 1858.

Dickens ne voit plus sa femme avec les yeux du jeune homme qui l'a épousée ; il la trouve maladroite, intellectuellement médiocre, socialement inintéressante et bien trop grosse. Il parle d'elle avec mépris à ses amis : le poète et critique Richard Hengist Horne (1802-1884), l'un des rédacteurs de Household Words, raconte comment il se renverse dans son fauteuil, riant aux larmes et les yeux pétillants de gaieté, lorsqu'il narre l'épisode où les bracelets (bangles) de Mrs Dickens « sont passés de ses petits bras grassouillets à son bol de soupe ». Et G. B. Shaw de conclure que « Mrs Dickens a dû souffrir de manque de respect dans cette famille railleuse, d'autant que la maisonnée était dirigée et dominée par sa sœur Georgina ».
En outre, Dickens reproche, désormais ouvertement, ses grossesses à sa femme : tant d'enfants à élever devient, laisse-t-il entendre, un fardeau de plus en plus insupportable, d'autant que leur mère ne s'en occupe guère et, quand elle le fait, accumule les maladresses. Pourtant, Kate donnera plus tard une version toute différente : « Ma mère ne faisait rien de mal, confia-t-elle à Gladys Storey en 1939, c'était une femme gentille, bonne, sans histoires, une dame – une dame née » (« There was nothing wrong with my mother […], she was a sweet, kind, peace-loving woman, a lady – a lady born »). Quoi qu'il en soit, lors de la naissance d'Edward Bulwer Lytton Dickens (1852-1902), Dickens écrit : « Mrs Dickens a encore produit un autre enfant. » Comme l'analyse Patricia Schof, « sans aucun doute, Dickens a le sentiment que la matrone qui lui a donné dix enfants a perdu le « délicieux charme aguicheur » dont parle Michael Slater dans son Dickens and Women ».

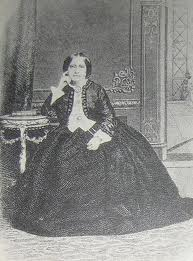
Maria Beadnell, en son âge mûr.

En fait, il cherche ailleurs une consolation : en 1855, il revoit son premier amour, Maria Beadnell (1810-1886), immortalisée sous les traits de Dora dans David Copperfield,, et également sous ceux de Flora Finching dans La Petite Dorrit, maintenant Mrs Henry Winter, femme d'un marchand et mère de deux filles. Il l'a courtisée sans succès de 1830 à 1833, les parents de la jeune fille, de riches banquiers londoniens, s'opposant à cette union, et lorsqu'elle se rappelle à lui vingt-deux ans plus tard, il se prend à rêver qu'il l'aime encore. Il la rencontre d'abord secrètement, puis donne instruction à sa femme de lui rendre visite et de l'inviter à dîner avec son mari ; la rencontre tourne au désastre : Dickens se trouve face à une matrone devenue énorme, le souffle court, incapable de converser avec distinction et se livrant sottement à un grotesque marivaudage ; jugeant cette tentative pour renouer des relations « absurde », il jure qu'on ne l'y reprendra plus,,.
Les Dickens habitent près de Regent's Park, à Devonshire Terrace, Marylebone, où ils résident de 1839 à 1851. C'est là que le romancier écrit six de ses plus célèbres romans : Le Magasin d'antiquités, Barnaby Rudge, Martin Chuzzlewit, A Christmas Carol, Dombey et fils et David Copperfield. Les relations conjugales se sont beaucoup détériorées. Mrs Dickens ne se voit pas sans quelque amertume totalement supplantée au foyer par sa sœur, d'autant que ses enfants témoignent beaucoup d'attachement à leur jeune tante qu'ils appellent affectueusement Aunt Georgy, et qu'elle joue souvent le rôle d'hôtesse lorsque la maîtresse de maison est souffrante. Mais Dickens ne fait rien pour remédier à cet état de choses ; bien au contraire, il juge sa femme de plus en plus incompétente et encline au laisser-aller, et il confie délibérément à Georgina la gouvernance de la maison et l'éducation des enfants. Dans une lettre à son amie Angela Burdett-Coutts, il enrage contre sa femme qu'il accuse d'indifférence : « […] elle n'a jamais réussi à s'attacher l'un des enfants, n'a jamais joué avec eux dans leur petite enfance, jamais attiré leur confidence lorsqu'ils ont grandi, ne s'est jamais présentée à eux sous la forme d'une mère » (« […] she has never attached one of [the children] to herself, never played with them in their infancy, never attracted their confidence as they have grown older, never presented herself before them in the aspect of a mother »), et il ajoute que leurs deux filles, Mary et Katey « se pétrifient en statues de filles lorsqu'on arrive à les mettre en contact avec elle » (« harden into stone figures of girls when they can be got to go near her »).
En outre, il répugne à ce que son épouse entretienne en matière de culture les goûts qu'elle a acquis dans sa jeunesse à Édimbourg. Au contraire, son refus d'encourager son discernement, dont il l’accuse pourtant de manquer, s'affiche ouvertement auprès de ses amis. Il écrit à John Forster : « [Elle] souhaite savoir si tu as « des livres à lui envoyer ». Si tu as quelque camelote sous la main, merci de la lui expédier. »,

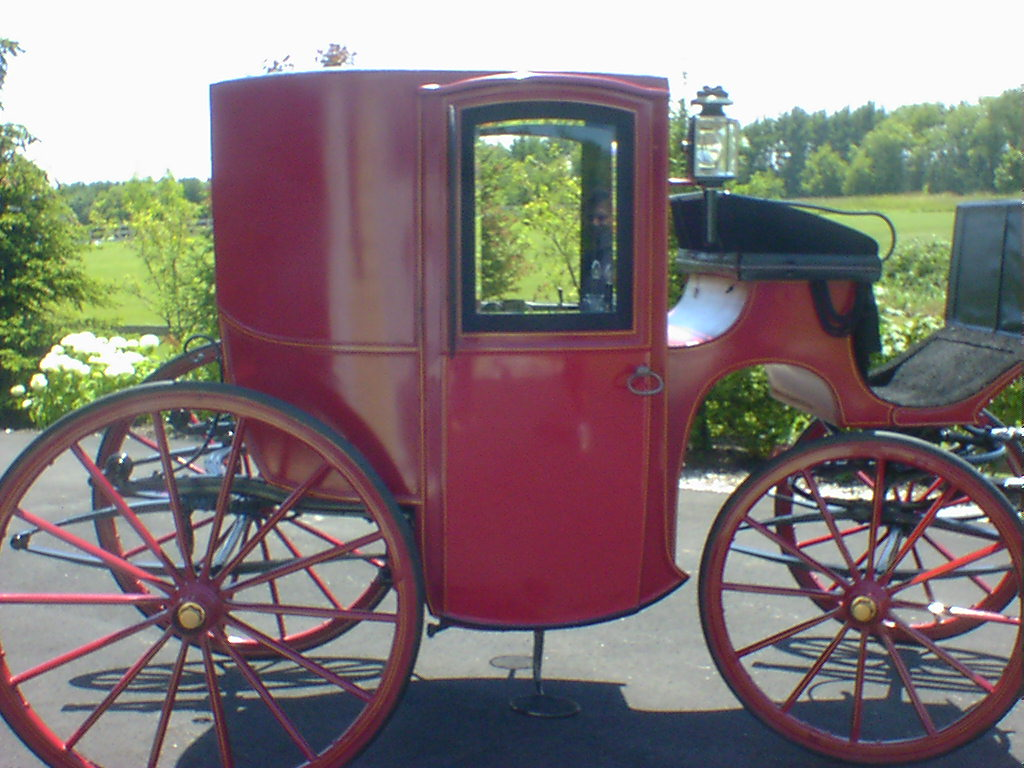
« La petite boîte à pilules roulante », circa 1890.

Aussi, à partir de 1850, Catherine souffre-t-elle de mélancolie, et cela s'aggrave en 1851 après la naissance de Dora, qui restera une enfant malingre et mourra huit mois plus tard,. Son corps gonflé par les incessantes grossesses devient encore plus lourd et malhabile, ce que raille volontiers Dickens qui, par exemple, offre son brougham à Leigh Hunt avec ce commentaire, allusion directe au poids de la passagère : « la petite boîte à pilules roulante qui titube de par Londres avec Mrs Dickens dedans » (« the little pill-box on wheels which staggers about London with Mrs Dickens »),. Enfin, les efforts de sa femme pour lui être aimable l'irritent et le rendent impatient. À partir de 1857, les époux font chambre à part, Dickens ayant même fait isoler son dressing-room de la chambre conjugale qu'il a désertée, transformé en chambre individuelle, la porte désormais barrée par des rangées d'étagères,, et il règne entre eux une mésentente de tous les instants. Pourtant, il insiste pour que les apparences soient sauves : il reviendra de temps à autre de Gad's Hill Place où il se rend la plupart du temps, fait-il savoir à Catherine, et passera quelques moments avec elle, « pour bien montrer au monde qu'ils forment toujours un couple ». « La détresse et le malheur de notre maison étaient sans égal » (« Nothing could surpass the misery and unhappiness of our home »), dira plus tard Katey. Dickens en vient même à tenter de faire interner son épouse dans un asile, sans succès.

### Les tentatives de médiation
1856 est l'année où Dickens réalise un rêve d'enfant en acquérant en mars l'immense propriété de Gad's Hill Place, près de Rochester. La famille y passe quelques moments heureux et confortables, mais les répits sont de courte durée. Vers 1858, les lettres écrites tant par Catherine que par Charles Dickens montrent qu'après avoir essayé de résoudre les problèmes matrimoniaux qui les assaillent, ayant même consenti à un protocole de règlement daté du 7 mai, il leur semble désormais impossible de poursuivre la vie commune. Gladys Storey, qui a recueilli les souvenirs de Katey Dickens, raconte que cette dernière a un jour trouvé sa mère en pleurs devant sa coiffeuse, parce que son mari lui avait demandé d'aller chercher Ellen Ternan, la jeune actrice d'à peine plus de dix-huit ans dont, bien qu'il s'en défende, il est tombé, et cela commence à se savoir à la maison comme dans les salons, éperdument amoureux. Katey enrage et incite sa mère à se rebeller, mais en vain : l'épouse en pleurs s'exécute et, revenue chez elle, se mure dans le silence, alors qu'en dehors du foyer, son anxiété semble s'atténuer et qu'elle retrouve une certaine faconde qui la caractérise. Entre février et mai 1858, la mère et la tante de Catherine tentent une médiation, vouée à l'échec tant l'incompréhension mutuelle est accusée ; Dickens réagit aussitôt en annulant l'accord précédemment négocié.

### L'affaire du bracelet et la rupture
La relation entre les époux se détériore irrémédiablement au printemps de 1858, en avril ou au début mai, alors que Dickens adresse un bracelet en or à Ellen Ternan ; mal dirigé par le joaillier, le paquet revient accidentellement à Tavistock House, la résidence du couple. Catherine découvre le cadeau et accuse son mari d'entretenir une relation amoureuse avec la jeune actrice. Dickens a alors 46 ans : ils se sont connus au théâtre où Ellen, sa mère et sa sœur Maria, ont été retenues pour une représentation caritative d'une pièce de Wilkie Collins, The Frozen Deep, donnée au tout nouveau Free Trade Hall de Manchester et à laquelle participe Dickens dans le rôle-titre, et plus tard, il lui a confié l'interprétation de certaines de ses œuvres. Malgré l'évidence, Dickens nie les accusations formulées par sa femme en invoquant le prétexte qu'il a pour habitude de récompenser ainsi ses meilleures interprètes, et que les ragots dont il fait l'objet sont « une calomnie abominable » (« abominably false »),.
Afin que soit mise en œuvre une procédure de divorce en vertu d'une récente loi dite de 1857 (Matrimonial Causes Act 1857 (en)), la mère et la tante maternelle de Catherine, Helen Thompson, insistent pour que soient recherchées des preuves d'adultère à l'encontre d'Ellen Ternan et aussi, car c'est là que se portent leurs premiers soupçons, de Georgina Hogarth, leur fille et nièce, qui, après avoir longtemps œuvré pour sauver le mariage, a, une fois la séparation devenue inévitable, résolument pris le parti de Dickens contre sa sœur, qui lui restera fidèle, et qu'elles pensent, apparemment sans fondement, intimement liée au romancier. En effet, les rumeurs (prévisibles) courent dans les salons, si bien que Dickens, en rage, fait établir un certificat de virginité (virgo intacta) pour sa belle-sœur – celle-ci n’y voyant apparemment aucune humiliation gratuite, mais plutôt un moyen nécessaire de se protéger. Catherine demande à son amie Miss Coutts de tenter une médiation, sans le moindre résultat. Le 19 mai, elle lui écrit : « Un grand merci pour votre réelle gentillesse d'avoir fait ce que je vous ai demandé. Il ne me reste plus, que Dieu me vienne en aide, qu'une seule voie à suivre. Un jour, pas tout de suite cependant, peut-être serai-je en mesure de vous dire avec quelle rigueur j'ai été traitée » (« Many, many thanks for your true kindness in doing what I asked. I have now –God help me–only one course to pursue. One day, though not now I may be able to tell you how hardly I have been used »).
En définitive, le 29 mai 1858, un document faisant état de l'impossibilité d'une vie commune est signé par le couple et paraphé par Mrs Hogarth et Helen Thompson qui y reconnaissent que les preuves d'adultère sont inexistantes, ce qui met un terme aux démarches en vue d'un possible divorce. Dickens demande par écrit à son épouse si elle s'oppose à ce que la déclaration commune soit rendue publique ; elle n'y voit pas d'objections, semble-t-il, puisque la presse, The Times et d'autres journaux, dont la revue de Dickens Household Words, font paraître le 12 juin la déclaration qu'a rédigée Dickens.

### Le départ de Mrs Dickens
Dickens a quitté le domicile conjugal et vit désormais avec sa valise dans le bureau de Household Words, et il a fait savoir qu'il ne reviendra pas tant que Catherine n'aura pas « vidé les lieux » (« moved out »). Après des jours passés à pleurer dans sa chambre, Catherine finit par rassembler ses affaires et prendre la porte. Son exil la conduit d'abord à Brighton d'où elle écrit une lettre désespérée à sa tante Helen Thompson. Cette lettre est perdue, mais Helen Thompson la cite dans une correspondance datée du 20 août 1858 à son amie Mrs Stark de Glasgow : « Je me trouve dans une triste situation, et seul le temps pourra peut-être émousser la peine qui me lance le cœur, mais je ferai tout mon possible pour lui résister » (« My position is a sad one and time only may be able to blunt the keen pain that will throb at my heart but I will try to struggle hard against it »).
Bientôt, Catherine fait ses valises une seconde fois et s'en va vivre avec son fils aîné Charley dans une petite bâtisse tout près de Regent's Park, au 70, Gloucester Crescent, pas très loin de son ancienne résidence. Si Dickens la dote d'une rente annuelle de 600 £, elle n'a jamais été autorisée à remettre les pieds au domicile familial, ni à apparaître devant son mari qui s'est bientôt retiré avec les neuf autres enfants et Georgina dans sa propriété de Gad's Hill Place, non loin de Higham dans le Kent, où il écrit ses œuvres dans un chalet suisse reconstitué au milieu du jardin. Quels qu’aient été ses sentiments, elle les a gardés pour elle ; elle n'a pourtant pas manqué de défenseurs, les tentatives de justification de Dickens ayant nourri leur lot de ragots et de conjectures. L’écrivain William Makepeace Thackeray, ami de la famille, écrit à sa mère : « Des bruits courent au sujet d’une comédienne qui serait impliquée dans l’affaire ; [Dickens] les dément avec la plus farouche indignation […]. Dire que cette malheureuse mère de famille doit quitter sa maison après 23 années de mariage ! » Et à ses filles, il déclare : « [Dickens] est à demi fou en ce qui concerne ses affaires domestiques et plus qu'à demi fou d'arrogance et de vanité » (« [Dickens] is ½ mad about his domestic affairs, and more than ½ mad with arrogance and vanity »). Cette déclaration aura raison de l'amitié qui lie les deux écrivains, brouille qui ne s'atténuera qu'en 1863, quelques mois avant le décès de Thackeray. La poétesse Elizabeth Barrett Browning s'indigne : « Qu’est-ce que cette triste histoire au sujet de Dickens et de sa femme ? Incompatibilité d’humeur après 23 ans de vie commune ? Vous parlez d’une excuse ! […] Pauvre femme ! Elle doit souffrir amèrement, c’est certain. »,, Et Angela Burdett-Coutts, l'amie de toujours, la compagne des projets philanthropiques, qui a essayé d'œuvrer en faveur d'une réconciliation, s'éloigne pour toujours.
Le pire pour Catherine est d’être séparée de ses enfants. Certains sont trop jeunes pour même comprendre ce qui se passe (Edward, les petits derniers, n’ont que 9 et 6 ans). Seul l’aîné, Charley, choisit le parti de sa mère, l’accompagnant dans son exil ; les autres, dont l'âge s'échelonne de 11 à 20 ans, restent avec leur père et Georgina qui, elle-même, d'après André Maurois qui rapporte le propos, écrit au sujet de sa sœur : « Par un malheur en quelque sorte constitutionnel et une naturelle incapacité, ma sœur rejeta toujours, dès leur naissance, le soin de ses enfants sur d'autres. » Catherine n’a donc eu avec les autres que des contacts rares et limités. Sa fille Kate se l'est plus tard reproché : « Nous avons tous été cruels de ne pas prendre sa défense », a-t-elle confié lors de ses entretiens avec Gladys Storey. Mais à l’époque, les enfants Dickens n'ont pas vraiment le choix, leur père ayant très clairement établi qu’ils doivent demeurer auprès de lui,.

## Réaction de Dickens

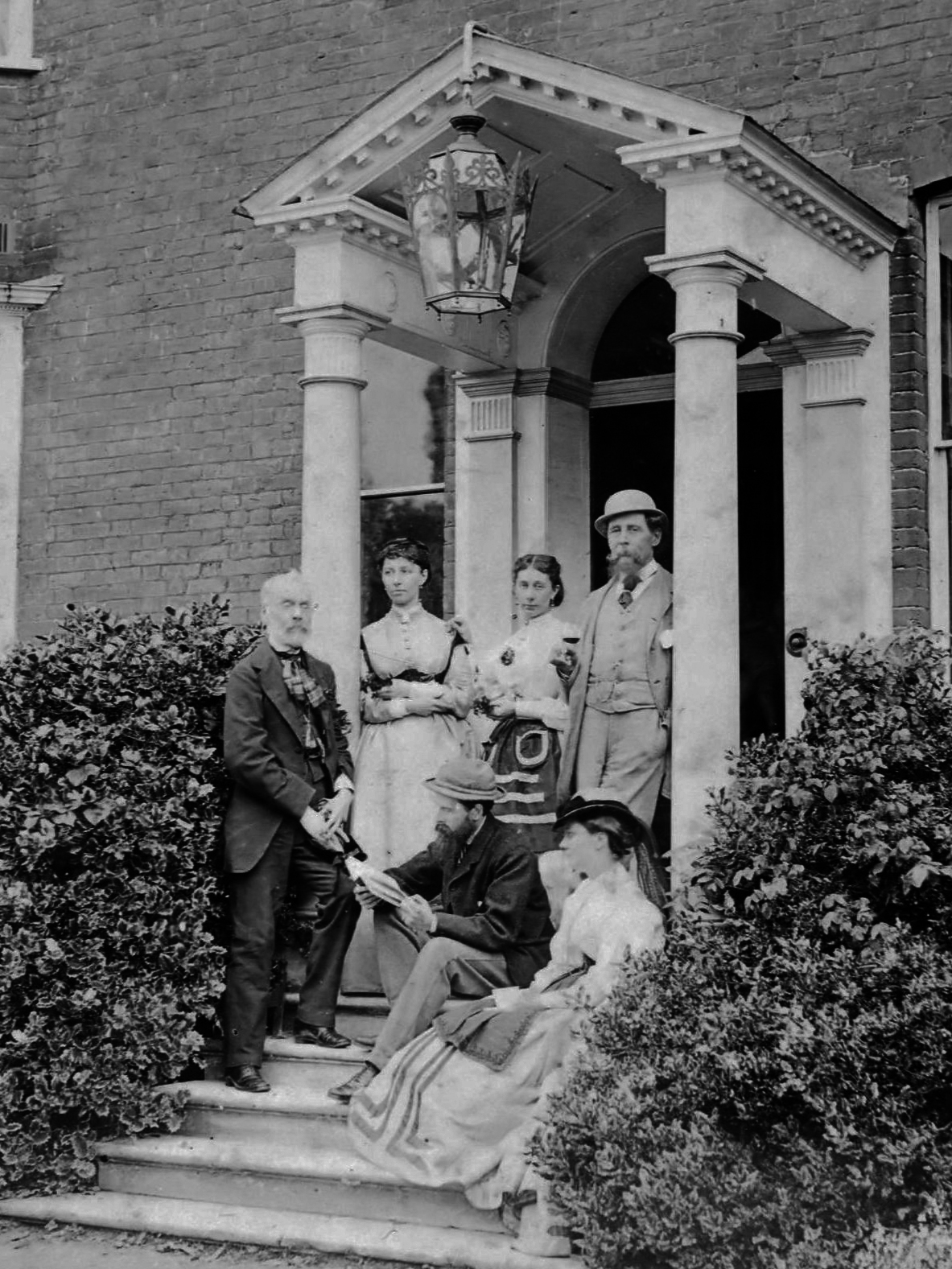
Porche de Gad's Hill Place : Henry Fothergill Chorley, Kate Perugini, Mary Dickens, Charles Dickens, Charles Allston Collins et Georgina Hogarth.

Dickens, resté chez lui à Gad's Hill Place avec neuf de ses enfants et la fidèle Georgina Hogarth qui assure la responsabilité de la maisonnée, s'est montré particulièrement virulent pour expliquer son attitude lors du drame de la séparation d'avec son épouse. Le 12 juin 1858, il publie une mise au point dans son journal Household Words (voir L'affaire du bracelet et la rupture) :
| « Some domestic trouble of mine, of long-standing, on which I will make no further remark than that it claims to be respected, as being of a sacredly private nature, has lately been brought to an arrangement, which involves no anger or ill-will of any kind, and the whole origin, progress, and surrounding circumstances of which have been, throughout, within the knowledge of my children. It is amicably composed, and its details have now to be forgotten by those concerned in it... By some means, arising out of wickedness, or out of folly, or out of inconceivable wild chance, or out of all three, this trouble has been the occasion of misrepresentations, mostly grossly false, most monstrous, and most cruel -- involving, not only me, but innocent persons dear to my heart... I most solemnly declare, then -- and this I do both in my own name and in my wife's name -- that all the lately whispered rumours touching the trouble, at which I have glanced, are abominably false. And whosoever repeats one of them after this denial, will lie as wilfully and as foully as it is possible for any false witness to lie, before heaven and earth. » | « Quelque difficulté domestique que j'ai longtemps partagée, dont je ne dirai rien sinon que, de nature strictement privée, elle a droit au respect, a fait l'objet d'une conciliation n'impliquant ni colère ni mauvaise volonté d'aucune sorte et dont l'origine, l'évolution et les circonstances afférentes ont toujours été connues de mes enfants. Cette conciliation a été réalisée amicalement et les détails en sont désormais oubliés de ceux qu'elle concerne… Or par méchanceté, stupidité ou un malencontreux hasard, à moins que ce ne fût les trois à la fois, cette difficulté s'est trouvée déformée de façon grossière, monstrueuse et particulièrement cruelle à l'encontre de moi-même et aussi de personnes innocentes qui me sont chères… Je déclare donc de la manière la plus solennelle, en mon nom et en celui de mon épouse, que toutes les rumeurs récemment colportées à ce sujet, dont j'ai rapidement pris connaissance, sont une abominable calomnie. Quiconque les répéterait après ce démenti se rendrait coupable du plus effronté et du plus vicieux mensonge qu'il soit possible de faire en tant que faux témoin devant le ciel et la terre. » |

Cette déclaration, envoyée à la presse, a été reproduite par de nombreux quotidiens ou hebdomadaires, dont The Times. Punch ayant refusé de la publier, Dickens se brouille avec son éditeur Bradbury & Evans, dont le rédacteur en chef, Frederick Mullet Evans, est pourtant un vieil ami. En effet, dans l'entourage du romancier figurent des personnalités des mondes littéraire, artistique, politique ou de l'édition, et Dickens exige de chacun la plus absolue loyauté : celui qui ne prend pas son parti, même dans ses querelles privées, a tôt fait de s'attirer son ire, et parfois pour toujours.
Paraît ensuite une autre déclaration, publiée cette fois aux États-Unis par le New York Tribune, mais sa teneur parvient bientôt à la presse britannique. Cette fois, Dickens y critique son épouse en termes à peine voilés, relevant le fait que, selon lui, c'est sa belle-sœur Georgina Hogarth qui tient depuis longtemps les rênes de la famille :
| « I will merely remark of [my wife] that some peculiarity of her character has thrown all the children on someone else. I do not know -- I cannot by any stretch of fancy imagine -- what would have become of them but for this aunt, who has grown up with them, to whom they are devoted, and who has sacrificed the best part of her youth and life to them. She has remonstrated, reasoned, suffered, and toiled, again and again, to prevent a separation between Mrs. Dickens and me. Mrs. Dickens has often expressed to her sense of affectionate care and devotion in her home -- never more strongly than within the last twelve months. » | « À son sujet [celui de son épouse], je déclarerai simplement qu'un trait particulier de son caractère a fait que tous les enfants se sont trouvés rejetés vers quelqu'un d'autre. Je ne sais, je n'ose imaginer ce qu'il fût advenu d'eux sans cette tante qui a grandi avec eux, qu'ils chérissent et qui leur a sacrifié la plus belle part de sa jeunesse et de sa vie. Elle n'a eu de cesse d'œuvrer, de raisonner, de parlementer, elle a souffert pour éviter une séparation entre Mrs Dickens et moi-même. Mrs Dickens a souvent rendu hommage à son attention affectueuse et à son dévouement pour le foyer, et jamais avec autant de vigueur qu'au cours des douze derniers mois. » |

Pour autant, il semble que Catherine et Charles, désormais séparés, espèrent toujours qu'une relation d'amitié puisse subsister entre eux. À Miss Angela Burdett-Coutts, Catherine écrit, dubitativement, que son mari lui a exprimé le désir qu'ils continuent de paraître ensemble en société. Mais, au cours de l'été, soit qu'elle ait fait ou dit quelque chose qui lui a déplu – et cela reste une énigme –, Dickens écrit à cette même correspondante, toujours en quête d'une possible réconciliation, que Catherine lui a causé « la plus inqualifiable souffrance mentale » (« [an] unspeakable agony of mind ») et qu'il refuse désormais d'avoir le moindre rapport avec elle. De fait, deux ans plus tard, alors que se prépare le mariage de Katey auquel Dickens, qui ne l'approuve pas, finit par assister, Angela Burdett-Coutts intervient à nouveau pour que Catherine soit invitée, et il lui répond que c'est tout simplement impossible, que l'une des principales raisons de son attitude est que « cette personne [son épouse dont il est séparé] est pour toujours sortie de ma vie […] et ma volonté est de ne jamais la revoir » (« That figure is out of my life for evermore […] and my desire is, never to see her again »), aversion répétée quatre ans plus tard, toujours à Miss Burdett-Coutts.

## Résidences

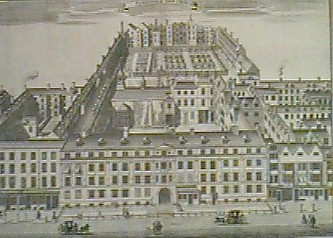
Furnival's Inn, Londres, au XVIIIe siècle.
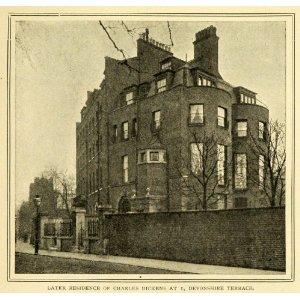
1, Devonshire Terrace, Londres.
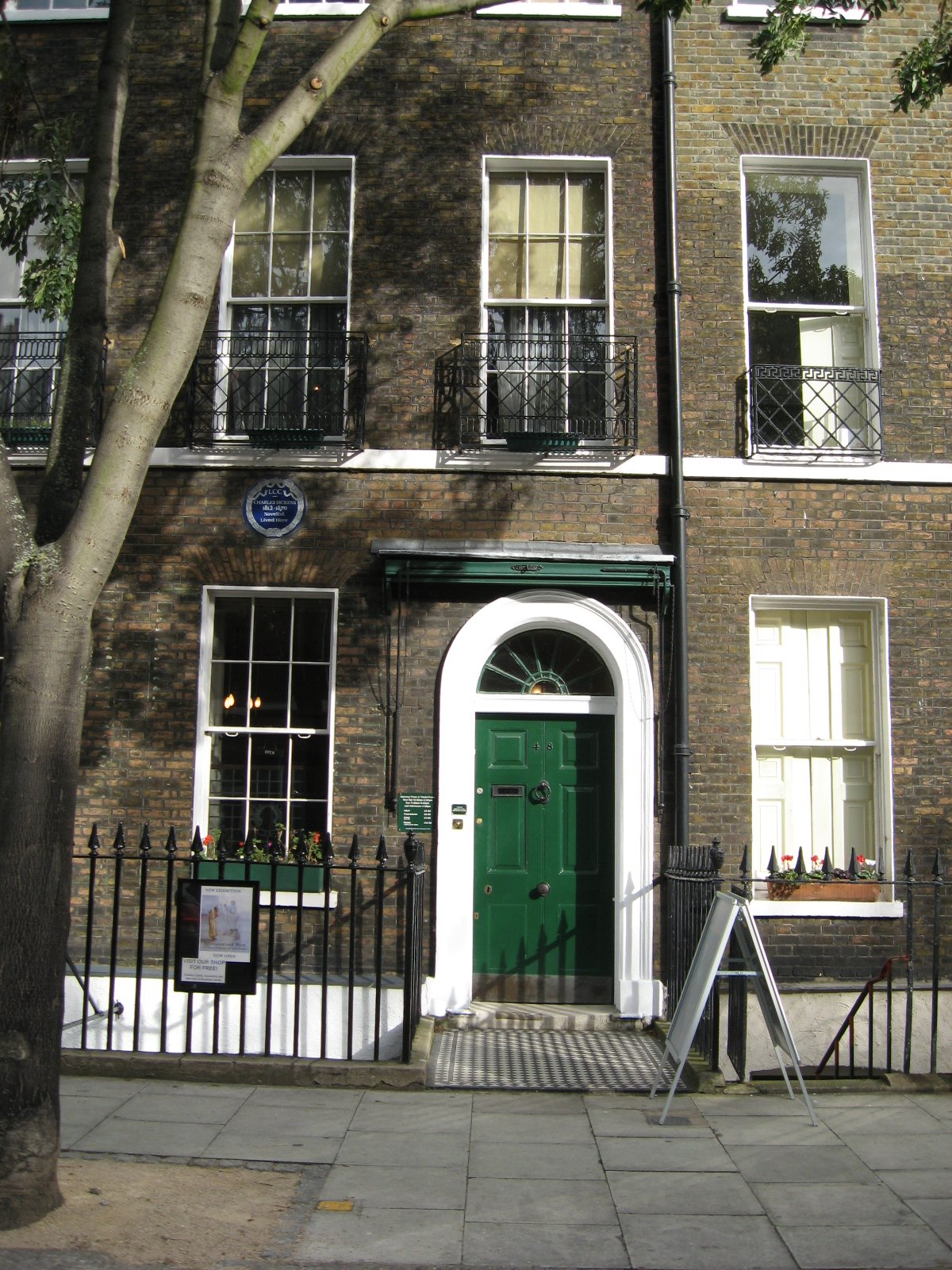
48, Doughty Street, Londres.
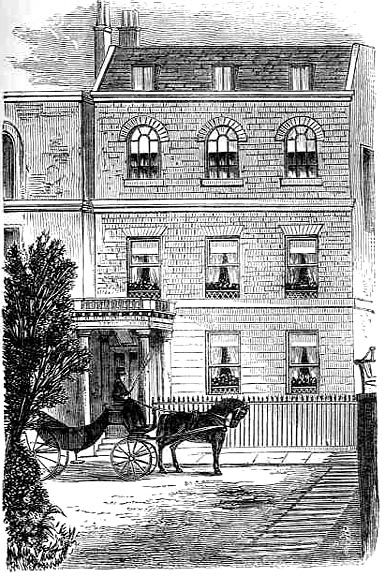
Tavistock House, Londres.
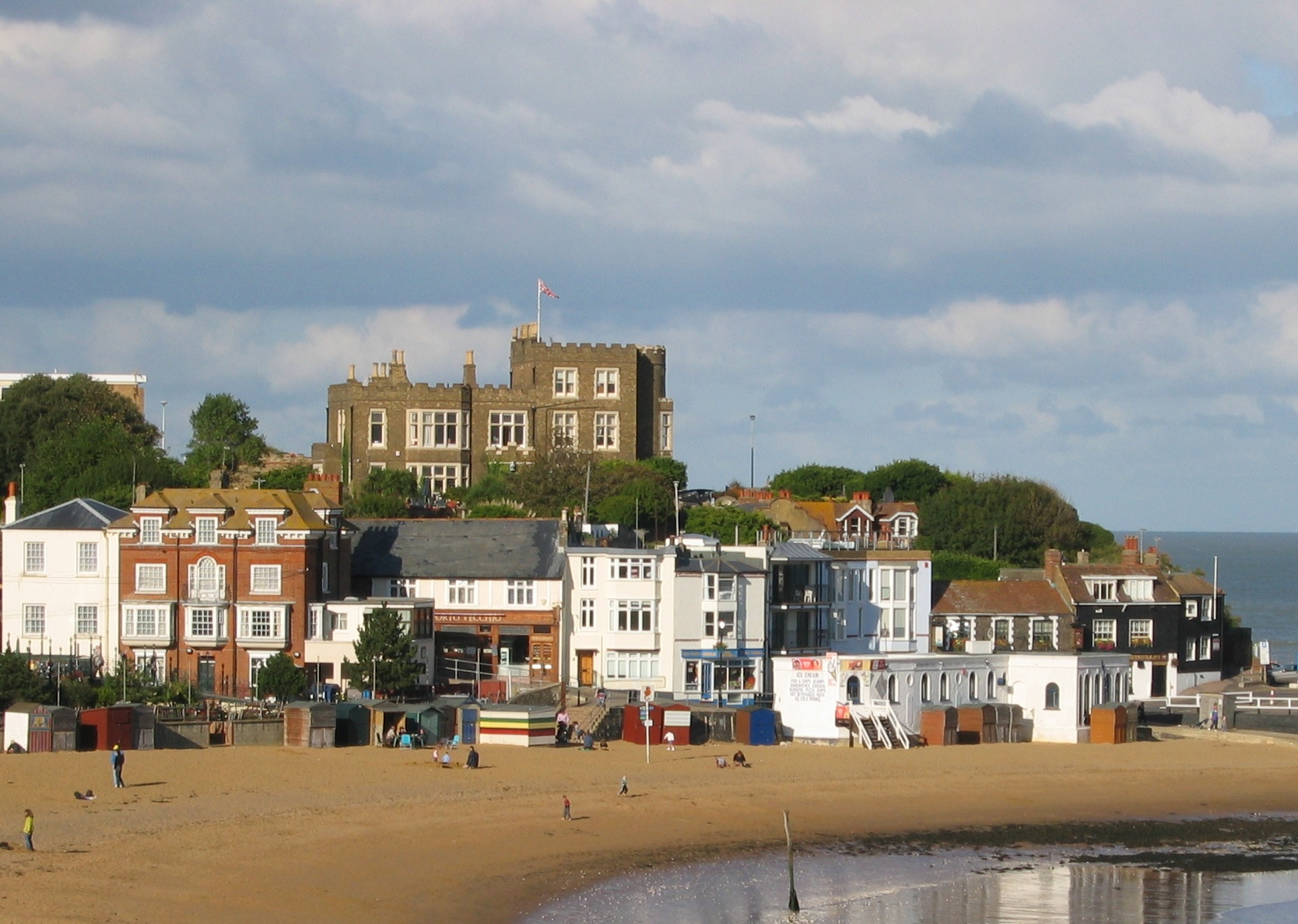
Broadstairs, Kent (Bleak House).
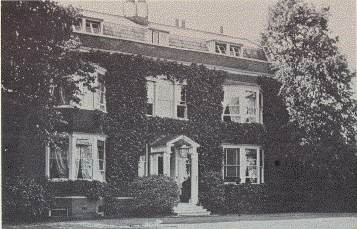
Gad's Hill Place, Kent.

Il n'est pas facile de reconstituer l'ordre chronologique des différentes demeures qu'a habitées Catherine Hogarth Dickens, tant les déplacements et les déménagements imposés par Dickens ont été fréquents. À Édimbourg en Écosse, puis à Londres, Catherine a suivi ses parents ; après son mariage, elle a suivi son époux. Frederick Sinclair s'est attaché à répertorier les adresses correspondantes, se préoccupant, certes, plus du romancier que de sa femme, et d'autre part, le site où Philip V. Allingham consacre de nombreuses pages à Dickens, The Victorian Web, dans sa rubrique intitulée « Dickens's homes and other places associated with him », présente une liste des lieux de vie du romancier et, par voie de conséquence, du moins jusqu'à la séparation du couple, de son épouse. Cette série s'illustre d'une galerie d'illustrations sous la forme de dessins, de photographies anciennes ou récentes, concernant l'Angleterre, la France, la Suisse et l'Italie.
D'après ces sources, voici la liste des résidences occupées par Mrs Catherine Dickens après son mariage :
- Furnival's Inn, 1834-1836 pour Dickens, 1835-1836 pour Catherine.
- 48, Doughty Street, 1836-1839.
- 1, Devonshire Terrace, 1839-1851.
- Tavistock House, 1851-1860 pour Dickens, 1851-1858 pour Catherine.
- Broadstairs, Kent.
- Fort House, Broadstairs, Kent, en vacances, de 1837 à 1851, puis, pour Dickens, en 1859[N 11].
- The Albion, Broadstairs, Kent, en vacances, 1851 et 1859 pour Dickens, 1851 pour Catherine[N 12],[123].
- Gad's Hill Place, Higham-by-Rochester, Kent, 1857-1870 pour Dickens, 1857-1858 pour Catherine.
- Après la séparation du couple, Catherine a brièvement résidé à Brighton, puis s'est installée au 70, Grosvenor Crescent, Londres, dont Dickens a assuré les frais afférents jusqu'à la fin de ses jours.

## Enfants

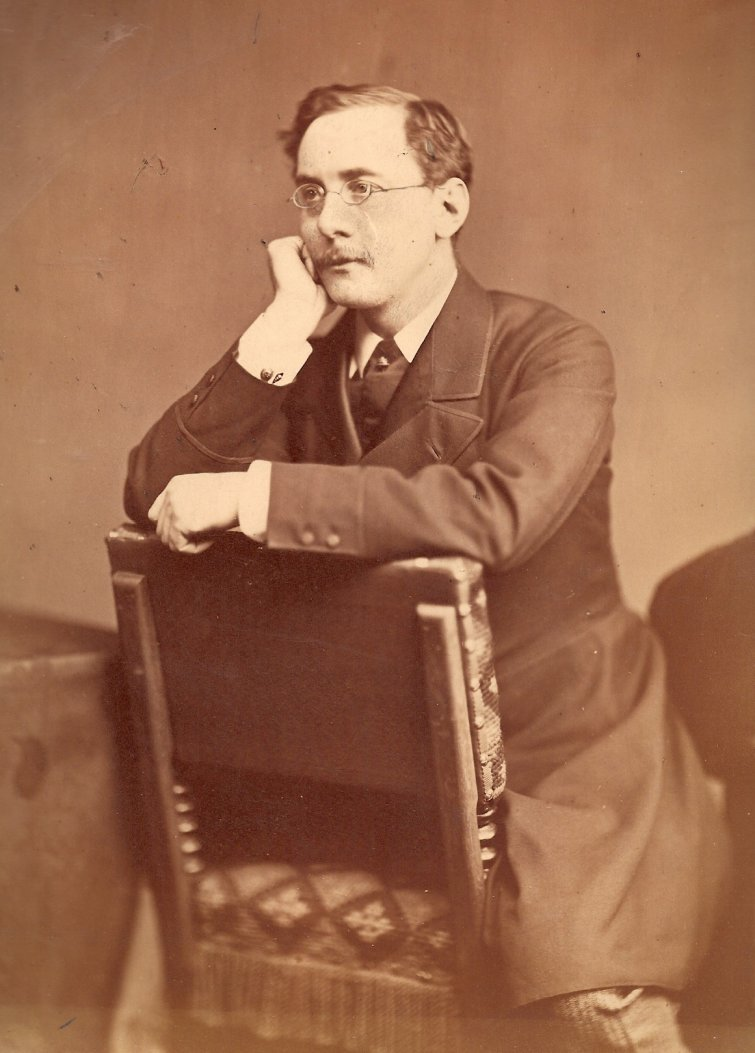
Charles Dickens Jr.
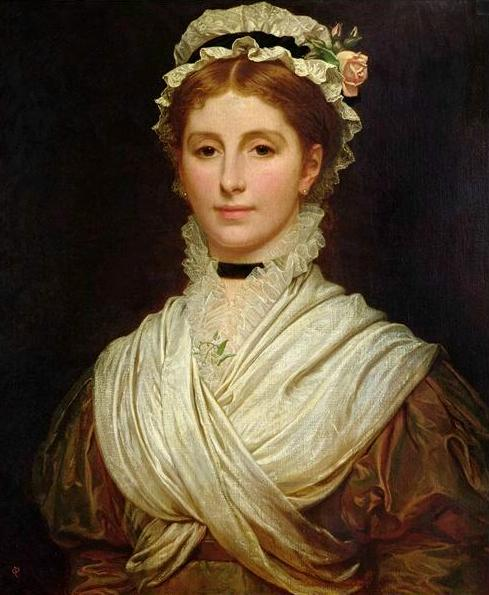
Kate Dickens Perugini, par son mari.
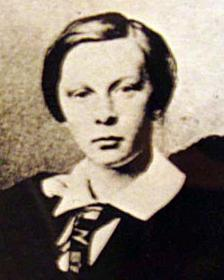
Walter Savage Landor Dickens.

Charles et Catherine Dickens ont eu dix enfants : 
1. Charles Culliford Boz Dickens (Charles Dickens, Junior), dit « Charley », 1837-1896, a étudié à Eton et en Allemagne. Devenu banquier et négociant, il finit par faire faillite. Dickens le prend alors comme rédacteur en chef adjoint de All the Year Round, que le fils continue d'éditer après la mort de son père. Il est l'auteur de plusieurs ouvrages, dont un Dictionnaire Dickens de Londres (Dickens's Dictionary of London) et un Dictionnaire Dickens de la Tamise (Dickens's Dictionary of the Thames). Il a épousé en 1862 Bessie Evans, fille de Frederick Evans, l'un des éditeurs avec lequel Dickens s'était brouillé. C'est le seul des enfants du couple ayant choisi de vivre avec sa mère après la séparation, ce qu'il a fait pendant une année.
2. Mary Angela Dickens, dite « Mamie », 1838-1896, prénommée en souvenir de Mary Hogarth, morte à peine un an avant sa naissance ; douce et malléable (elle a pour prénom : Mild Glos'ter), elle a vécu auprès de son père sans se marier, puis, après son décès, s'est installée avec sa tante Georgina. Très fidèle à son père, elle a déclaré dans la biographie qu'elle lui a consacrée en 1897, Mon père tel que je m'en souviens (My Father as I Recall Him) : « L'amour que je porte à mon père est resté sans égal. Au tréfonds de moi-même, je le considère comme un être à part de tous les autres hommes, de tous les autres êtres vivants » (« My love for my father has never been touched or approached by any other love. I hold him in my heart of hearts as a man apart from all other men, as one apart from all other beings. »)[125],[126]. Elle n'a revu sa mère qu'après le décès de Dickens. Outre son livre de 1897, elle a publié, conjointement avec Georgina, les lettres de son père en sa possession.
3. Kate Macready Dickens-Perugini, dite « Katey » ou « Katie », 1839-1929, prénommée en souvenir de l'acteur William Macready dont elle est la filleule. D'un tempérament volcanique comme son père (il l'appelle My Lucifer Box [Ma boîte à Lucifer]), elle étudie les beaux-arts à Bedford College, puis épouse contre la volonté paternelle Charles Allston Collins, frère cadet du romancier Wilkie Collins, qui décède prématurément. En secondes noces, elle se marie avec Charles Edward Perugini (Carlo Perugini), peintre comme elle. Le couple, travaillant parfois ensemble, a laissé une œuvre abondante s'apparentant au style préraphaélite. C'est Kate qui, lors de ses entretiens avec Gladys Storey publiés en 1939, a révélé la nature des relations qu'entretenait Dickens avec la jeune actrice Ellen Ternan. Elle y qualifie son père de madman (« fou ») et écrit : « Cette affaire a exacerbé le pire en lui, ce qu'il y avait de plus faible. Il se moquait éperdument de ce qui pouvait arriver à chacun de nous » (« This affair brought out all that was worst--all that was weakest in him. He did not care a damn what happened to any of us »)[127].
4. Walter Savage Landor Dickens, dit « Walter », 1841-1863, prénommé en hommage au poète Walter Savage Landor. Découragé d'écrire par son père, il devient, grâce à l'aide de Mrs Angela Burdett-Coutts, élève-officier des armées de l'East India Company, puis, en 1857, de l'armée des Indes où il est promu au grade de lieutenant dans le régiment des 42nd Highlanders. De tempérament impécunieux comme son grand-père John Dickens, il meurt à Calcutta d'une rupture d'anévrisme aortique et ses dettes sont réglées par son père.

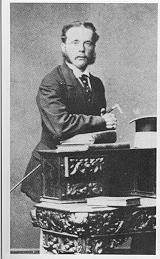
Alfred d'Orsay Tennyson Dickens (1865).
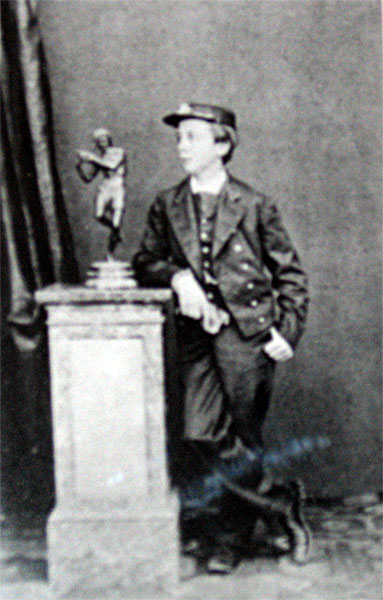
Sydney Smith Haldimand Dickens.

1. Francis Jeffrey Dickens, dit « Frank » (1844-1886), prénommé en hommage à son parrain Lord Francis Jeffrey, éditeur de l’Edinburgh Review et ami de Dickens. Il se rend en Inde en 1863 et y apprend que son frère Walter y est mort depuis un mois. Il s'enrôle dans les rangs de la police montée du Bengale (Bengal Mounted Police) et revient en Angleterre en 1871, un an après le décès de son père. Il dilapide son héritage, puis émigre au Canada où il devient membre de la police montée du Nord-Ouest (Canadian Northwest Mounted Police). Il meurt aux États-Unis, à Moline dans l'Illinois.
2. Alfred D'Orsay Tennyson Dickens, dit « Alfred » (1845-1912), prénommé en hommage à un artiste français, le comte Alfred d'Orsay, et au poète Alfred Lord Tennyson. Il émigre pour l'Australie en 1865 et y reste pendant quarante-cinq ans. Il consacre le reste de sa vie à faire des conférences et des lectures publiques sur l'œuvre de son père, tant en Angleterre qu'en Amérique. Il meurt à New York au cours de l'une de ces tournées.
3. Sydney Smith Haldimand Dickens, dit « Sydney » (1847-1872), prénommé en hommage à l'écrivain anglais Sydney Smith et à l'ancien gouverneur du Québec Frederick Haldimand ; surnommé « Ocean Spectre » en raison, paraît-il, de son regard comme scrutant l'horizon marin. Il a fait une carrière navale qui, au départ, a réjoui son père. Cependant, il contracte des dettes et fait appel à Dickens qui refuse de l'aider et lui interdit même l'accès à sa maison. Il meurt à 25 ans alors qu'il rentre pour congé de maladie d'une mission navale à bord du Malta, et son corps est immergé dans l'Océan Indien. D'après Mamie Dickens, son père parlait de lui avec mépris et même horreur[128].
4. Henry Fielding Dickens, dit « Harry » (Sir Henry Fielding Dickens KC) (1849-1933), prénommé d'après le romancier anglais du XVIIIe siècle Henry Fielding. Il a fréquenté les écoles de Boulogne et de Rochester, puis est entré à l'Université de Cambridge où il a brillamment étudié le droit. Il devient ensuite avocat, puis juge et est anobli en 1922. Il a fait des tournées de lectures publiques des œuvres de son père sur lequel il a publié des ouvrages, Memories of my Father) (1928), A Chat About my Father (1914) et Recollections (1934). Il est le dernier survivant des fils du couple Dickens, celui auquel se confie Geoffrey Robinson, le fils d'Ellen Ternan, après avoir découvert le passé de sa mère en 1914.
5. Dora Annie Dickens, dite « Dora » (1850-1851), née alors que Dickens rédige David Copperfield, a reçu en prénom celui de l'épouse du héros, Dora. Enfant malingre, elle décède à huit mois le 14 avril 1851.
6. Edward Bulwer Lytton Dickens, dit « Plorn » (1852-1902), dernier enfant des Dickens, il a reçu le nom du romancier anglais et ami de Dickens Edward Bulwer-Lytton. Après des études mal réussies, il rejoint son frère Alfred en Australie à l'âge de 17 ans. D'abord peu prospère en Australie, il devient député au parlement de la Nouvelle-Galles du Sud et n'est jamais retourné dans son pays natal.

Mrs Catherine Dickens a également eu plusieurs petits-enfants et arrière-petits-enfants, dont Mary Angela Dickens (MeKitty) (1862-1948), fille de Charley, qui a publié un ouvrage sur son grand-père, Children's Stories from Dickens, Gerald Charles Dickens (1879-1962), fils de Harry, qui devient amiral, et Monica Dickens (1911-1992), petite-fille du même Harry, romancière,.

## Après la séparation

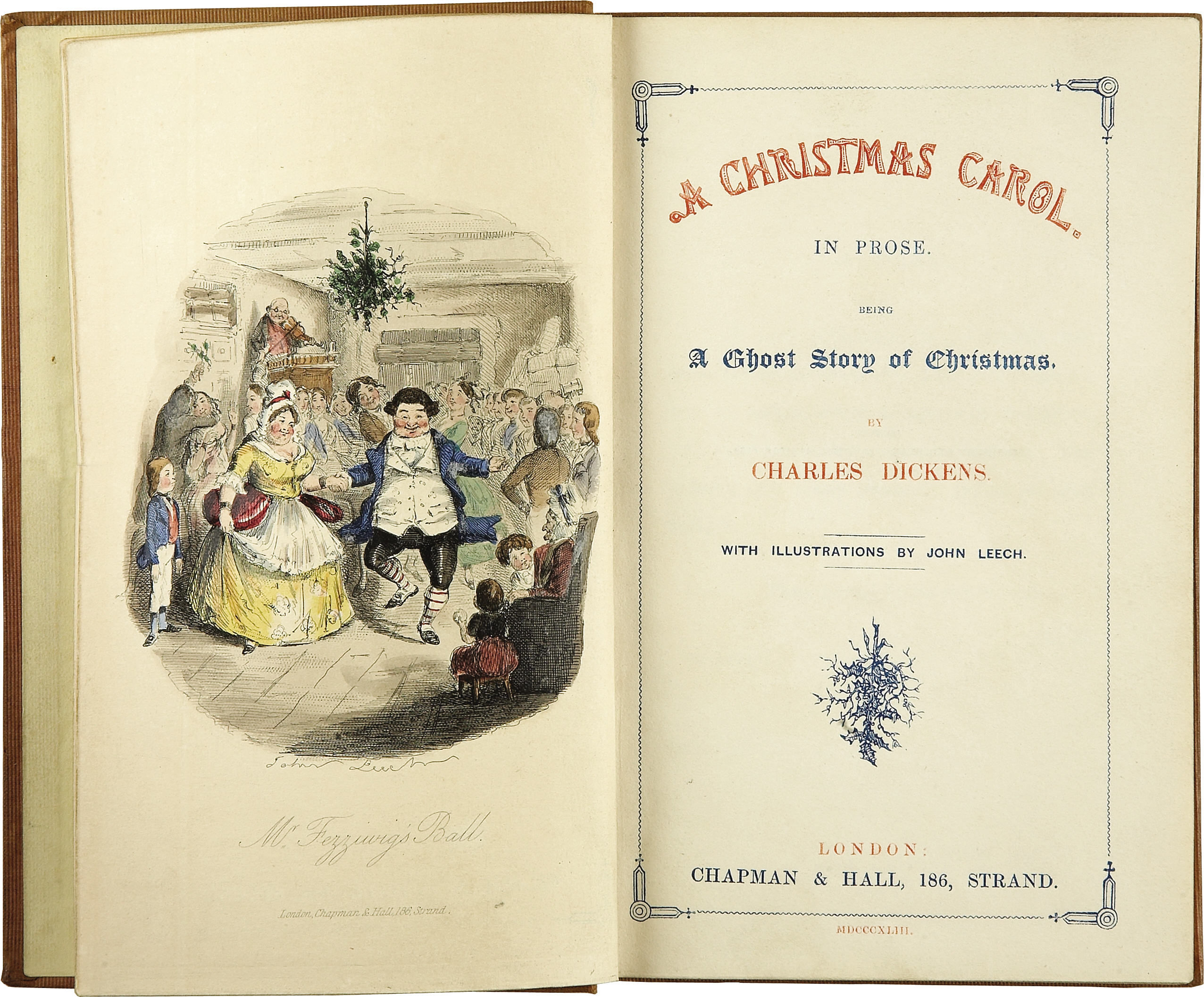
Un chant de Noël, page de garde, illustrations de John Leech.

Après sa séparation, bien qu'apparemment très affectée par la perte de ses rôles d'épouse et de mère, et tenue à l'écart des affaires de sa famille (elle n'a reçu que trois lettres de Dickens entre 1858 et 1870, sur des sujets précis concernant la tombe des Hogarth à Kensal Green, le déraillement de Staplehurst à propos duquel elle a exprimé sa sollicitude et un mot de remerciement lorsqu'elle lui adresse ses vœux de réussite avant qu'il ne parte pour l'Amérique en 1867), Catherine, d'abord décrite comme « amère, pleurnicharde, […] mais toujours loyale envers on mari » (« bitter, self-pitying, […] nonetheless loyal to her husband »), continue, d'après les travaux de Lillian Nayder, de s'identifier en tant que « Mrs C. Dickens », ce qu'elle est restée puisque aucun divorce n'a été prononcé, et de parler de Dickens comme de son époux. Elle se tient d'ailleurs au courant de son travail, garde les coupures de presse le concernant et lit ses nouvelles œuvres que lui adressent les maisons d'édition. Dans l'ensemble, les témoins soulignent la dignité de son comportement et même la compréhension dont elle fait preuve à l'égard de son mari, remarquant philosophiquement à propos de son tempérament volcanique : « Il nous faut bien nous accommoder de nos génies » (« We must have our geniuses »).
De plus, sa vie reste culturellement et socialement active : elle lit beaucoup, surtout des tragédies, et fréquente les théâtres (Adelphi, Drury Lane) et les concerts, ses passe-temps favoris, et, lors d'une représentation, rapporte Paul Schlicke, elle se trouve, à son grand désarroi, non loin de Dickens. Restée proche d'une de ses belles-sœurs, Letitia Austin, la plus jeune sœur de Dickens, elle reçoit sa visite au 70, Gloucester Crescent, dans le district de Camden où elle réside, après que cette dernière a perdu son mari ; elle est en relation avec certaines personnalités du cercle des Dickens, écrivains, artistes et acteurs, en particulier un ami de toujours, le peintre irlandais Daniel Maclise (1806-1870) qui a réalisé plusieurs portraits d'elle, ou encore John Leech, le caricaturiste d’Un chant de Noël (1843), le critique Henry Morley (1822-1894) et Eleanor Christian, qui collabore à The Englishwoman’s Domestic Magazine. D'après son album de photographies, composé de clichés des années 1860, c'est-à-dire alors qu'elle est seule, elle côtoie Tennyson, Thackeray, George Cruikshank, Mrs Beecher Stowe, Bulwer-Lytton, Wilkie Collins et autres personnalités, dont Hans Christian Andersen. Elle a également gardé le contact avec ses anciens domestiques, s'occupant tout particulièrement de Mrs Gale qu'elle recommande pour un poste à l'Adelphi en intercédant auprès de Benjamin Webster, son propriétaire et régisseur,.

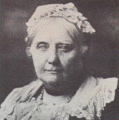
Georgina âgée.

C'est sa fille Katey qui l'informe du décès de Dickens en 1870, et elle n'est pas invitée aux obsèques, mais reçoit une lettre de condoléances de la reine. Désormais, son fils Charley ayant acheté Gad's Hill Place, la maison de campagne familiale depuis 1856, Catherine peut librement visiter ses petits-enfants lors des fêtes de Noël, au moins jusqu'en 1879, année où, en raison de problèmes de santé, Charley doit abandonner le domaine et au cours de laquelle elle décède.
Catherine Hogarth Dickens, soignée pendant plusieurs mois par Katey lors de sa longue maladie, meurt en effet chez elle d'un cancer le 22 novembre 1879. Elle est enterrée avec sa fille décédée à huit mois, Dora, au Highgate Cemetery (West) de Highgate, au nord de Londres. Katey a plus tard raconté à George Bernard Shaw que, presque chaque jour en cette période, chaque fois qu'elle se trouvait seule avec elle, sa mère lui parlait de son père, exprimant tous les griefs qu'elle avait à son endroit. « Bien sûr, ajoute Katey, j'ai fait ce que toute fille ferait. J'ai essayé d'adoucir le souvenir qu'elle avait gardé de lui, et d'une certaine façon, j'y suis parvenue » (« Of course I did what any daughter would do. I tried to soften her remembrance of him. In a way I succeeded »).
Quant à sa sœur Georgina Hogarth, après avoir, avec Mary Dickens et sous la supervision de Wilkie Collins, assuré la publication de la correspondance de Dickens (1833-1870), elle décède en 1917 et est inhumée au Old Mortlake Burial Ground dans le District londonien de Richmond upon Thames,.

## Vue par ses amis
Catherine Dickens a eu de vrais amis qui ont laissé d'elle l'image d'une femme bien plus agréable que son mari n'a eu de cesse de la décrire lors des turbulences de 1857-1858. Et la perception que la critique a eu d'elle a changé quand la correspondance de Dickens a été rendue publique par les éditions Pilgrim, ce qui a permis de rendre compte plus objectivement des personnalités et des faits.
Ainsi, Eleanor Christian a rapporté, dans la revue à laquelle elle collabore, The Englishwoman’s Domestic Magazine, un été qu'elle a passé dans son enfance chez les Dickens à Broadstairs. Elle décrit l'ambiance chaleureuse de la famille, les danses et les baignades, la bonté de la maîtresse de maison, mais aussi les brusques changements d'humeur (« mood swings ») de Charles. Elle raconte une promenade au cours de laquelle Mrs Dickens a dû intervenir auprès de son mari pour la protéger de ses facéties, alors qu'il arpentait avec l'enfant une jetée rendue glissante par les embruns et les vagues qui « léchaient ses chaussures et sa robe de soie » (« lapped at her shoes and silk dress »). « Elle le réprimanda, écrit-elle, et lui intima vertement de revenir à la sécurité des bancs, ce qu'il fit, mais pas avant que les souliers et la robe ne fussent abîmés » (« scolded him and vehemently urged him to return her to the safety of the benches. He did so -- but not until her shoes and dress were ruined »). Cette même année, mais à Londres, elle vient chez les Dickens avec un portrait qu'elle a peint de Charles, mais ce dernier refuse de la voir, et c'est Catherine qui la réconforte, rend grâce à son talent et même propose que le tableau soit donné à sa belle-mère qui l'a vu en préparation et en a apprécié la ressemblance.
Autre témoignage, celui de Jane Ellen Panton (1847-1923) qui, dans ses mémoires Leaves from a Life (1908), raconte que sa mère s'est prise d'amitié pour Catherine après la séparation de 1858 ; elle la décrit comme « toujours heureuse chez nous, avec une voix charmante et de très belles mains » (« always happy at our house and having a charming voice and very nice hands »). De même, Hans Christian Andersen, Henry Morley et Harriet Beecher Stowe louent tous son humour, sa gentillesse et la qualité de son amitié.
L'un des nombreux invités des Dickens à Broadstairs rappelle que, lors de l'été de 1841, Catherine fait le bonheur de tous par son humour, ses jeux de mots « par l'absurde » et ses innombrables blagues et anecdotes écossaises.

## Dans la culture populaire

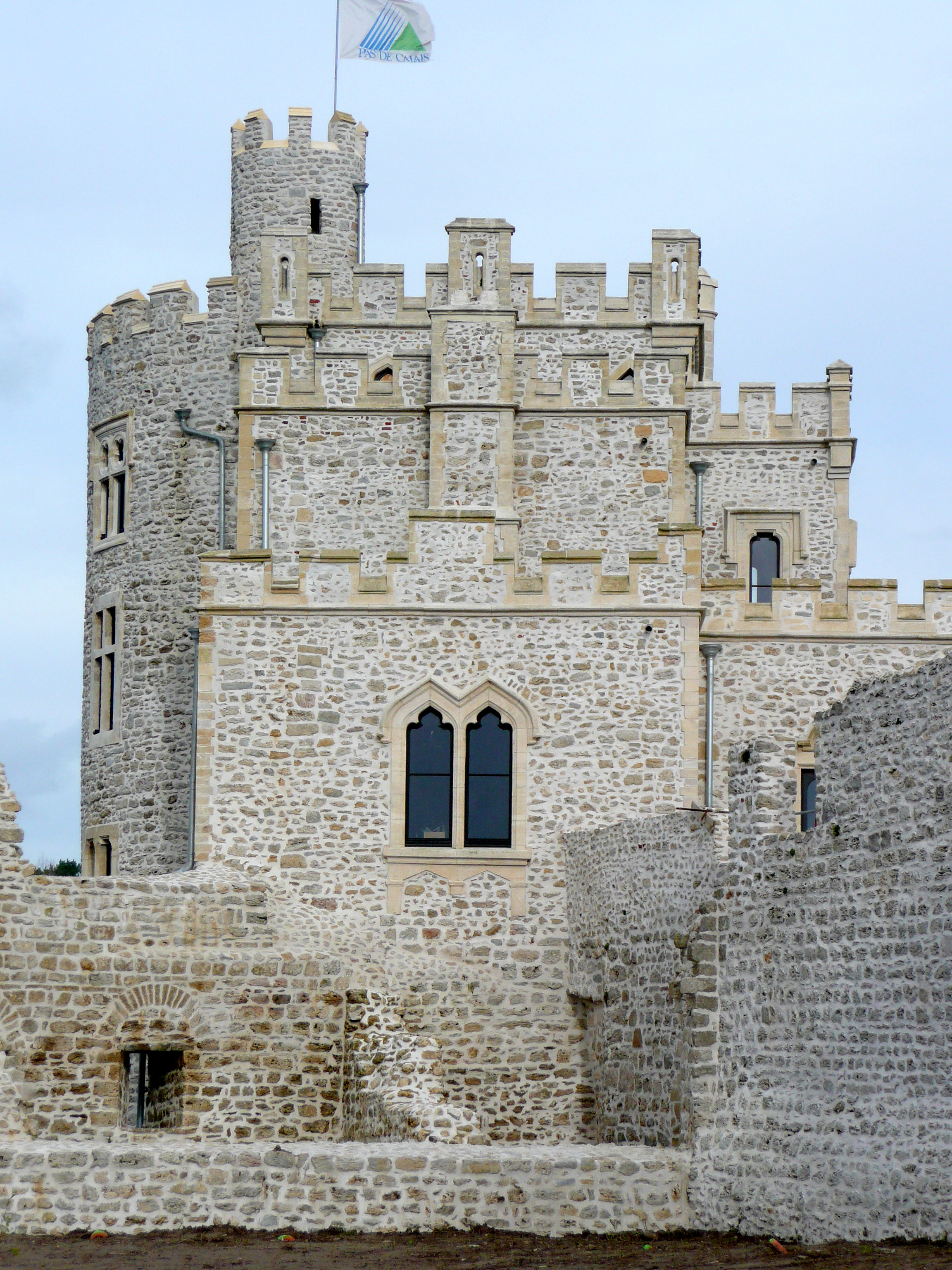
Le château d'Hardelot, centre culturel franco-britannique.

Le destin de l'épouse de Dickens n'a pas laissé la postérité indifférente.
Ainsi, Catherine Hogarth Dickens a inspiré une pièce de théâtre écrite en 1988 par P. J. et intitulée Household Words (a screen play). De plus, un itinéraire touristique intitulé Dickens's Walk inclut la résidence du 70, Glouscester Crescent, que Catherine Dickens a occupée après avoir dû quitter le domicile familial. Elle est aussi évoquée dans le documentaire-fiction que Channel 4 a consacré en juin 2008 à la liaison de Dickens avec Ellen Ternan, où la résidence Gad's Hill Place a été filmée et présentée par l'acteur Charles Dance. Enfin, le Centre culturel de l'Entente cordiale de Condette du château d'Hardelot (Pas-de-Calais) accueille en 2011 une exposition consacrée à Dickens, intitulée « Charles Dickens, The Inimitable », dans laquelle Catherine Dickens a une large part.